# کنستانتین بزرگ
کُنستانتین یکُم (لاتین: Flavius Valerius Aurelius Constantinus Augustus؛ ۲۷ فوریهٔ ۲۷۲ – ۲۲ مهٔ ۳۳۷ میلادی) مشهور به کنستانتین بزرگ، از سال ۳۰۶ تا ۳۳۷ میلادی امپراتور روم بود. وی نخستین امپراتور رومی بود که به مسیحیت گروید. کنستانتین در شهر نایسوس، در استان داکیای مدیترانه (اکنون نیش، صربستان) زاده شد. او پسر کنستانتیوس کلوروس، افسر ارتش روم با تبار ایلیری و یکی از چهار سالار در حکومت چهارسالاری بود. هلنا، مادرش، از مسیحیان یونانی طبقهٔ فرودست بود که بعدها به عنوان قدیس شناخته شد و رسم بر آن بوده که مسیحی شدن پسرش به او نسبت داده شود. کنستانتین در زمان دیوکلتیان (امپراتور ارشد، حکمران بخش شرقی در فاصلهٔ ۲۸۴ تا ۳۰۵) و گالریوس (امپراتور ارشد، حکمرانی ۳۰۵ تا ۳۱۱)، در ارتش روم خدمت کرد. حکومت چهارسالاری در زمان دیوکلتیان به وجود آمد و متشکل از دو  آگوستوس یا امپراتور ارشد و دو مقام امپراتور با عنوان سزار (امپراتور زیردست) بود. کنستانتین کار خود را با لشکرکشی در استان‌های شرقی (علیه شاهنشاهی ساسانی) آغاز کرد و سپس در سال ۳۰۵ پس از میلاد به غرب فراخوانده شد تا در کنار پدرش در استان بریتانیای روم بجنگد. پس از مرگ پدرش در سال ۳۰۶، کنستانتین سزار شد. او مورد حمایت و تحسین ارتش خود در بوراکوم (یورک، انگلستان) بود و سرانجام در جنگ‌های داخلی حکومت چهارسالاری در برابر ماکسنتیوس و لیسینیوس پیروز و به تنها حاکم و امپراتور امپراتوری روم در سال ۳۲۴ تبدیل شد.
کنستانتین پس از رسیدن به مقام آگوستوس، اصلاحات متعددی را برای تقویت امپراتوری انجام داد. او جهت تجدید ساختار، مقام‌های مدنی و نظامی را از یکدیگر جدا کرد، برای مبارزه با تورم، سکه طلای جدیدی به نام سولیدوس ضرب کرد که برای بیش از هزار سال معیار امپراتوری بیزانس و ارزهای اروپایی شد و در زمان او ارتش روم متشکل از واحدهای متحرک (کومیتاتنسس) و نیروهای پادگان مرزی (لیمیتانی) از نو سازماندهی شدند که توانایی مقابله با تهدیدات داخلی و قبایل بربر دوره مهاجرت را داشتند. کنستانتین لشکرکشی‌های موفقیت‌آمیزی را علیه قبایل مرزهای روم، مانند فرانک‌ها، آلامان‌ها، گوت‌ها و سارمات‌ها دنبال کرد و مناطق دارای فرهنگ رومی که امپراتوران پیشین در طول بحران قرن سوم رها کرده بودند، مجدداً پس گرفت.
کنستانتین بیشتر عمر خود را همچون یک پیگن (غیر یهودی و مسیحی) و بعداً به‌عنوان تعلیم‌گیرنده مسیحیت گذراند، اما از سال ۳۱۲ پشتیبانی از مسیحیت را آغاز نمود و سرانجام خودش هم مسیحی شد. قبل از تغییر دین او مسیحیت نسبتاً فرقه کوچکی باقی مانده بود، اگرچه کم‌اهمیت نبود و پیروانی در سراسر امپراتوری داشت و صلح و صلح‌طلبی را تبلیغ می‌کرد. او توسط اسقف آریانیسم یوسبیوس نیکومدیا، یا طبق روایت مورد قبول کلیسای کاتولیک و کلیسای ارتدکس قبطی، توسط سیلوستر یکم (تاریخ مرگ ۳۳۵ م) تعمید داده شد. کنستانتین نقش مؤثری در صدور فرمان میلان در سال ۳۱۳ داشت که مسیحیت را در امپراتوری روم، آزاد اعلام کرد. او اولین شورای نیقیه را در سال ۳۲۵ تشکیل داد که بیانیهٔ اعتقادات مسیحیت، معروف به اعتقادنامه نیقیه را صادر کرد. کلیسای مقبره مقدس به دستور او در مکان ادعایی مقبره عیسی در اورشلیم ساخته شد که مقدس‌ترین مکان در کل مسیحیت تلقی می‌شد. پاپ‌ها در قرون وسطی بر اساس اهدای کنستانتین — که امروزه ساختگی تلقی می‌شود — مدعی قدرت دنیوی بودند. کنستانتین را در طول تاریخ نخستین امپراتور مسیحی نامیده‌اند. او همچون یک قدیس، در مسیحیت شرقی مورد احترام است و برای سوق دادن مسیحیت به سمت جریان اصلی فرهنگ رومی کارهای زیادی انجام داده است، ولی برخی از پژوهشگران مدرن دربارهٔ اعتقاد واقعی او و حتی درک کنستانتین از مسیحیت تردیدهایی دارند.
عصر کنستانتین دوره‌ای سرنوشت‌ساز در تاریخ امپراتوری روم و برهه‌ای مهم در گذار از اروپای دوران باستان به قرون وسطی محسوب می‌شود. او اقامتگاه امپراتوری جدیدی در شهر بیزانس ساخت و نام شهر را به روم جدید تغییر داد. بعداً نامش را «کنستانتینوپلیس» (قسطنطنیه؛ به معنای «شهر کنستانتین») نهاد که امروزه استانبول خوانده می‌شود. متعاقباً این شهر برای بیش از هزار سال پایتخت امپراتوری روم (۲۷ قبل از میلاد تا ۴۷۶ میلادی) و دورهٔ متاخر آن، امپراتوری بیزانس (۱۴۵۳–۳۹۵ میلادی) شد. او به خاطر دو تصمیم مهم گرویدن به مسیحیت و انتقال پایتخت امپراتوری از رُم به شهر بیزانس، «بزرگ» خوانده می‌شود. این دو تصمیم و پیامدهای آن او را به یکی از تأثیرگذارترین افراد تاریخ تبدیل کرد. میراث سیاسی زودرس‌تر او این بود که با سپردن امپراتوری به پسرانش و سایر اعضای دودمان کنستانتین اصل حق جانشینی ارثی دودمان را جایگزین حکومت چهارسالاری دیوکلتیان کرد. شهرت او در طول زندگی فرزندانش و قرن‌ها پس از سلطنت او بیشتر شد. کلیسای قرون وسطایی او را همچون نمادی از فضیلت برجسته کرد و حاکمان غیرمذهبی از او به عنوان نمونهٔ اولیه، نقطهٔ مرجع، نماد مشروعیت و هویت امپریالیسم یاد می‌کردند. در عصر رنسانس و با کشف مجدد منابع ضد دودمان کنستانتین، دورهٔ زمامداری او با دیدگاه‌های انتقادی‌تری از نو ارزیابی شد. در پژوهش‌های مدرن سعی بر ایجاد تعادل بین افراط و تفریط در پژوهش‌های قبلی بوده است.

## منبع‌شناسی
کنستانتین در مقامِ یک فرمانروای مهم همیشه شخصیتی بحث‌برانگیز بوده است. نوسان و تغییراتی که در شهرت او دیده می‌شود، از ماهیت منابع باستانی در مورد سلطنت او سرچشمه گرفته‌اند. این نوسان‌ها فراوان، مفصل و اغلب یک طرفه هستند. هیچ منبع تاریخی یا شرح حال هم دوره با کنستانتین در رابطه با زندگی و حکومت او باقی نمانده است. نزدیک‌ترین جایگزین برای یک زندگی‌نامهٔ تاریخی از او، زندگی کنستانتین نوشتهٔ یوسیبوس قیصریه، است که آمیزه‌ای از مدح و قدیس‌نگاری به‌شمار می‌رود و بین سال‌های ۳۳۵ و حدوداً ۳۳۹ نوشته شده است. این کتاب فضایل اخلاقی و مذهبی کنستانتین را می‌ستاید و تصویری مثبت و بحث‌برانگیز از کنستانتین ارائه می‌کند و مورخان متأخر بارها اعتبار آن را به چالش کشیده‌اند.  کامل‌ترین زندگی‌نامهٔ سکولار کنستانتین همان «ناشناس والسیانوس‏» است، اثری با تاریخ نامشخص که تمرکز آن بر رویدادهای نظامی و سیاسی است و مسائل فرهنگی و مذهبی را نادیده گرفته است.
درباره مرگ‌های آزاردهندگان اثر لاکتانتیوس، رساله‌ای سیاسی و مسیحی در مورد سلطنت دیوکلتیان و حکومت چهارسالاری، جزئیات ارزشمندی در مورد اسلاف کنستانتین و اوایل زندگی او ارائه می‌کند. تاریخ کلیسایی کلیسای کاتولیک اثر سه نویسنده سقراط بیزانسی، سوزومن و تئودورت مناقشات کلیسایی سلطنت بعدی کنستانتین را توصیف می‌کند. این کتاب تاریخی در زمان سلطنت تئودئوس دوم (حک ۴۰۲–۴۵۰) — یعنی یک قرن پس از سلطنت کنستانتین — نوشته شده است و این مورخان کلیسایی وقایع تاریخی و دین‌شناسی دورهٔ کنستانتین را از طریق جهت‌گیری نادرست، ارائهٔ اطلاعات نادرست و ابهام عمدی پنهان می‌کنند. نوشته‌های هم دوره با کنستانتین، اسقف اسکندریه آتاناسیوس (مرگ ۳۷۳ میلادی) و تاریخ کلیسایی (آریانیسم)، فیلوستورگیوس نیز باقی مانده‌اند، اگرچه سوگیری و غرضمندی آنها نیز کمتر نیست.
نوشته‌هایی که به مظهر یا خلاصه‌ها معروفند، مانند د سزاریبوس اثر اورلیوس ویکتور، برویاریوم اثر اوتروپیوس، برویاریوم اثر فستوس و «مظهر سزارها» اثری از یک نویسنده ناشناس، فشرده‌ای از وقایع سیاسی و نظامی فشرده و سکولار آن دوره را ارائه می‌کنند. مدح‌های لاتین مجموعه‌ای از مدح‌ها از اواخر قرن سوم و اوایل قرن چهارم است که اطلاعات ارزشمندی در مورد سیاست و ایدئولوژی کشور و همچنین دورهٔ حکومت چهارسالاری و اوایل زندگی کنستانتین ارائه می‌دهد.
معماری هم دوره با کنستانتین مانند طاق کنستانتین در روم و کاخ‌ها در گامزیگارد و کورودوبای اسپانیا، سنگ‌نوشته‌های باقی‌مانده و سکه‌های این عصر، مکمل منابع ادبی هستند.

## پیش زمینه
در زمان آگوستوس دیوکلتیان، امپراتوری روم به چهار منطقه اداری بزرگ به نام‌های فرمانداری پرایتوری ایتالیا، فرمانداری پرایتوری شرق، فرمانداری پرایتوری گال‌ها و فرمانداری پرایتوری ایلیریکوم تقسیم می‌شد. در ژوئیه ۲۸۵، دیوکلتیان امپراتوری روم را به دو قسمت غربی و شرقی تقسیم کرد و یک حکومت دونفره را با همکار خود ماکسیمیان اهل ایلیریکوم تشکیل داد و او را امپراتور اعلام کرد. هر دوی آنها در دربار خود، پایگاه‌های نظامی و اداری جداگانه داشتند و هر یک با یک معاون ارتشی جداگانه با عنوان فرماندار پرایتوری حکومت می‌کردند. ماکسیمیان در غرب، در پایتخت‌های خود در مدیولانوم (امروزه میلان، ایتالیا) یا «آگوستا تروروروم» (امروزه تری‌یر، آلمان) حکومت می‌کرد. در حالی که دیوکلتیان در نیکومدیا (ازمیت، ترکیه) در شرق حکومت می‌کرد. این تقسیم صرفاً عمل‌گرایانه بود: امپراتوری در تبلیغات رسمی «تقسیم‌ناپذیر» نامیده می‌شد، و هر دوی آنها می‌توانستند آزادانه در سراسر امپراتوری روم حرکت کنند. در سال ۲۸۸، ماکسیمیان، کنستانتیوس کلوروس را به عنوان فرماندار پرایتوری در گال روم (امروزه کشورهای فرانسه، لوکزامبورگ و غرب آلمان) منصوب کرد. کنستانتیوس پس از ترفیع هلنا را ترک کرد تا با دخترخواندهٔ ماکسیمیان به نام فلاویا ماکسیمیانا تئودورا در ۲۸۸ یا ۲۸۹ ازدواج کند.
دیوکلتیان یک بار دیگر امپراتوری را در سال ۲۹۳ تقسیم کرد و ماکسیمیان را به مقام امپراتور ارشد و دو معاون با عنوان سزار را برای حکومت بر بخش‌های دیگر شرق و غرب منصوب کرد. هر سزار تابع عنوان آگوستوس مربوط خود بود، اما در سرزمین‌های تعیین‌شده خود با قدرت تمام عمل می‌کرند. این سیستم بعدها به نام «حکومت چهارسالاری» (تترارکی) نامیده شد. نخستین منصوب دیوکلتیان برای منصب سزار کنستانتیوس کلوروس بود. دومی گالریوس اهل گامزیگارد (مکانی باستانی در صربستان کنونی) بود. در ۱ مارس ۲۹۳، کنستانتیوس پس از ارتقا به مقام سزاری، به گال اعزام شد تا با شورشیان رومی کاروسیوس و آلکتوس مبارزه کند.
دیوکلتیان در مسائل دینی محافظه‌کار بود و وفادار به خدایان سنتی روم بود. او مایل بود با پاکسازی دینی سیاست انفعالی دولت را در مورد این موضوع کنار بگذارد. قبل از آزار مسیحیان در مرحله نخست آزار و اذیت پیروان آیین مانوی، احتمالاً توسط امپراتور دیوکلتیان یا همکارش گالریوس در سال ۳۰۲ آغاز شد. دیوکلتیان به دلیل اینکه آیین مانوی یک فرقه ایرانی بود که می‌توانست ارزش‌های اخلاقی رومیان میهن‌پرست را به خطر بیندازد، پیروی از این دین را ممنوع کرد. دیوکلتیان دستور داد پیروان نامدار مانی را همراه با کتاب مقدسشان زنده زنده سوزانند. در ۳۱ مارس ۳۰۲ از اسکندریه، او اعلام کرد که مانویان با وضعیت پایین طبقاتی باید با سربریدن اعدام شوند و مانویان با موقعیت بالا باید برای کار در معادن فرستاده شوند. قرار بود تمام اموال مانوی مصادره و به خزانه‌داری روم سپرده شود. دیوکلتیان به دلیل تازگی، خاستگاه بیگانه داشتن، فساد اخلاقی رومی و مخالفت ذاتی آن با سنت‌های دیرپای دینی، مخالف آیین مانوی بود. دلایل او برای مخالفت با مانویت در مورد هدف بعدی او، مسیحیت نیز اعمال شد.
در اواخر سال ۳۰۲، دیوکلتیان و گالریوس، با یک وخشور معبد آپولون (از مهم‌ترین خدایان رومی) در شهر دیدیما (غرب ترکیه امروزی) برای پیش‌بینی آینده مشورت کردند. وخشور پاسخ داد که «بدکیشان روی زمین» مانع فال‌بینی او بر روی قربانی‌ها می‌شوند. دیوکلتیان توسط دربارش مطلع شده بود که «بدکیشان روی زمین» فقط می‌تواند اشاره به مسیحیان داشته باشد و به خواست دربارش آزار و اذیت مسیحیان در مقیاس جهانی را آغاز کرد. در ۲۳ فوریه ۳۰۳، دیوکلتیان دستور تخریب کلیسای جدید نیکومدیا را صادر کرد، کتاب مقدس آن را در شعله‌های آتش سوزاند و گنجینه‌های آن را مصادره کرد. در ماه‌های بعد نیز کلیساها ویران و کتاب‌های مقدس سوزانده شدند، مسیحیان از منصب‌های رسمی محروم شدند و کشیشان زندانی شدند.

## اوایل زندگی
کنستانتین در شهر رومی نایسوس (امروزه نیش در کشور صربستان) در ۲۷ فوریه، حوالی ۲۷۲ پس از میلاد به دنیا آمد. پدر او کنستانتیوس کلوروس نام داشت که در همان منطقه که ― در آن دوران داکیا ریپنسیس نامیده می‌شد ― به دنیا آمده بود و از اهالی موئسیا بود. نام کاملِ اصلیِ او و همچنین نام کامل پدرش مشخص نیست. نام کوچک رومی او به شکل‌های مختلف «لوکیوس»، «مارکوس» و «گایوس» ارائه شده است. به هر حال، نام‌های کوچک رومی در این دوره، از بیشتر اسناد و سوابق عمومی برداشته شده بود. او همچنین پس از ارتقا پدرش به عنوان سزار، نام «والریوس»، نام موروثی امپراتور دیوکلتیان را برای خود برگزید.
کنستانتین احتمالاً زمان کمی را با پدرش سپری می‌کرد. پدرش افسر ارتش روم و یکی از محافظان امپراتور اورلیان (حکمرانی از ۲۷۰ تا ۲۷۵ میلادی) بود. او به عنوان مردی بردبار و داری مهارت سیاسی توصیف شده است، کنستانتیوس از طریق ترفیع درجه‌های ارتشی پیشرفت می‌کرد و در سال ۲۸۴ یا ۲۸۵ مقام فرمانداری استان رومی دالمیشا را از امپراتور دیوکلتیان، یکی دیگر از یاران امپراتور قبلی اورلیان در فرمانداری پرایتوری ایلیریکوم دریافت کرد. مادر کنستانتین سنت هلنا، زنی یونانی بود که از موقعیت اجتماعی پایینی برخوردار بود. مشخص نیست که آیا او به‌طور قانونی با کنستانتین ازدواج کرده بود یا صرفاً هم‌بالینی مشروع او بود. زبان اصلی پدر کنستانتین، لاتین بود و در طول سخنرانی‌های عمومی خود به مترجمان یونانی نیاز داشت.
علیرغم وجود مفاهیم ثانوی شایسته‌سالاری، حکومت چهارسالاری هنوز بقایایی از مزایای ارثی بودن مناصب را حفظ کرده بود و کنستانتین به محض اینکه پدرش سِمَت سزاری را گرفت، نامزد اصلی برای منصب سزار در آینده شد و به دربار دیوکلتیان رفت تا با عنوان وارث مقدر پدرش زندگی کند.

### در شرق
کنستانتین در دربار دیوکلتیان آموزش رسمی می‌گرفت و در آنجا ادبیات لاتین، یونانی و فلسفه آموخت.محیط فرهنگی در نیکومدیا (پایتخت بخش شرقی امپراتوری، در غرب ترکیه امروزی) باز، سرزنده و از نظر اجتماعی متنوع و مختلط بود. در آنجا، کنستانتین می‌توانست با روشنفکران پیگنیسم (غیر مسیحی و یهودی) و مسیحی مخلوط شود. او ممکن است در سخنرانی‌های لاکتانتیوس (محقق مسیحی)، در شهر نیز شرکت کرده باشد. از آنجایی که دیوکلتیان کاملاً به کنستانسیوس اعتماد نداشت — در واقع هیچ‌یک از چهار سالار به همکاران خود کاملاً اعتماد نداشتند — کنستانتین به عنوان یک گروگان نگه داشته می‌شد و به ابزاری برای اطمینان از وفاداری پدرش، کنستانسیوس تبدیل شده بود. کنستانتین با این وجود یکی از اعضای برجسته دربار بود، برای دیوکلتیان و گالریوس در آسیا جنگید و در انواع منصب‌ها خدمت می‌کرد. او در سال ۲۹۶ در ناحیه رود دانوب علیه غیررومی‌ها (بربرها) لشکرکشی کرد و در سال ۲۹۷ در سوریه تحت رهبری دیوکلتیان و همچنین در سال ۲۹۸–۲۹۹ تحت رهبری گالریوس در بین‌النهرین با شاهنشاهی ساسانی جنگید.
کنستانتین در بهار ۳۰۳ از جبههٔ شرقی به نیکومدیا بازگشته بود و شاهد آغاز «آزار و اذیت دیوکلتیانی»، شدیدترین آزار و اذیت مسیحیان در تاریخ روم بود. در این زمان کنستانتین همچنان در قصر دیوکلتیان زندگی می‌کرد. به نظر رامسی مک‌مولن نویسنده کتاب کنستانتین بعید است که کنستانتین نقشی در این آزار و اذیت داشته باشد. در نوشته‌های بعدی‌اش، او تلاش کرد تا خود را مخالف «فرمان‌های بی‌رحمانهٔ» دیوکلتیان علیه «پرستندگان خدا» معرفی کند. اما هیچ چیز نشان نمی‌دهد که او در آن زمان به‌طور مؤثر با این فرمان‌ها مخالفت کرده باشد. اگرچه هیچ مسیحی معاصر با کنستانتین را به دلیل انفعالش در طول آزار و اذیت به چالش نکشید، اما این انفعال به عنوان یک بی‌مسئولیتی سیاسی در طول زندگی او باقی ماند. در اواخر سال ۳۰۵، او به یک «صاحب منصب درجه یک» در امپراتور روم تبدیل شد.
در ۱ مه ۳۰۵، دیوکلتیان، در نتیجه بیماری ناتوان‌کننده‌ای که در زمستان ۳۰۴–۳۰۵ به آن دچار شده بود، استعفای خود را اعلام کرد. در مراسمی هم‌زمان در میلان، ماکسیمیان نیز همین کار را کرد. لاکتانتیوس بیان می‌کند که گالریوس، دیوکلتیان ضعیف شده را تحت تأثیر قرار داد تا استعفا دهد و او را مجبور کرد که متحدان گالریوس را در جانشینی امپراتوری بپذیرد. به گفته لاکتانتیوس، جمعیتی که به سخنرانی استعفای دیوکلتیان گوش می‌دادند، تا آخرین لحظه معتقد بودند که دیوکلتیان، کنستانتین و ماکسنتیوس (پسر ماکسیمیان) را به عنوان جانشین خود انتخاب می‌کند. اما اینگونه نشد: کنستانتیوس و گالریوس به «آگوستوسی» (مقام ارشد امپراتوری) ارتقا یافتند، در حالی که فلاویوس والریوس سوروس (دوست گالریوس) و ماکسیمینوس دایا (خواهرزاده گالریوس)، عنوان سزار (امپراتور زیردست) را دریافت کردند. به این ترتیب کنستانتین و ماکسنتیوس نادیده گرفته شدند. برخی از منابع باستانی توطئه‌هایی را که گالریوس در ماه‌های پس از کناره‌گیری دیوکلتیان در مورد کنستانتین انجام می‌داد، شرح می‌دهد. آنها ادعا می‌کنند که گالریوس، کنستانتین را مأمور رهبری یک واحد پیشرو در یک حمله سواره نظام از طریق باتلاقی در دانوب کرد. او را مجبور کرد که با یک شیر وارد نبرد رودررو شود و سعی کرد او را در شکار و جنگ بکشد. کنستانتین همیشه پیروز ظاهر می‌شد، شیر در شرایط بدتر از کنستانتین از مبارزه تن به تن بیرون آمد و کنستانتین نه تنها در باتلاق‌های رود دانوب کشته نشد بلکه با یک اسیر از سارمات‌ها به نیکومدیا بازگشت. مشخص نیست که چقدر می‌توان به این داستان‌های یوسبیوس قیصریه اعتماد کرد.

### در غرب

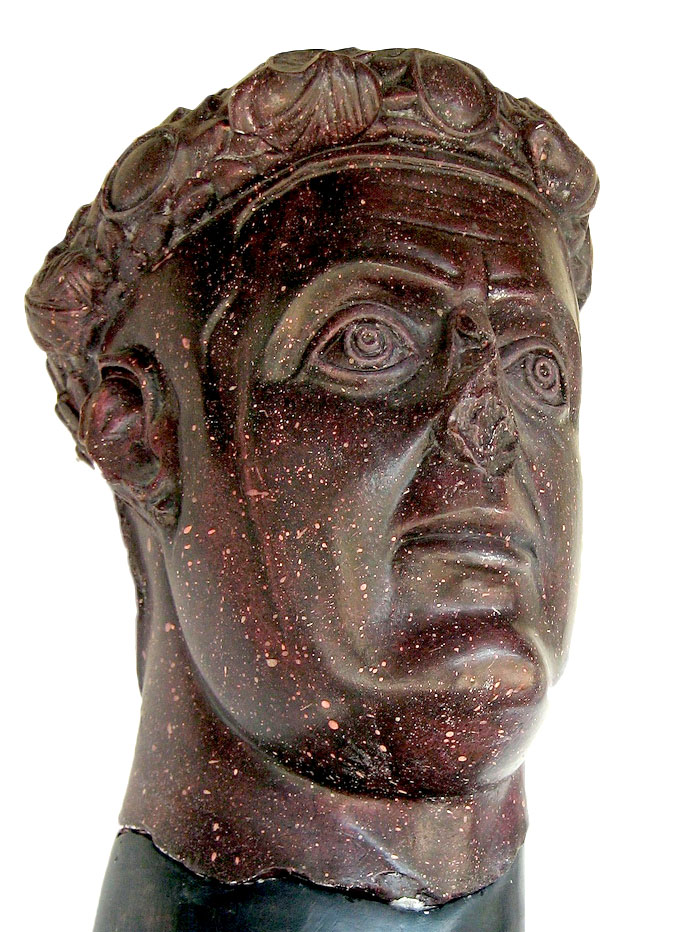
مجسمه سنگ سماق گالریوس، سزار در شرق امپراتوری روم (۳۰۵–۲۹۳) سپس امپراتور ارشد (۳۱۱–۳۰۵)

کنستانتین می‌دانست که در دربار گالریوس به عنوان یک گروگان نگهداری می‌شود و از خطرات ماندن در آنجا آگاه بود. پدرش، کنستانتیوس کلوروس به سرعت برای نجات او وارد عمل شد. در اواخر بهار ۳۰۵، کنستانتیوس کلوروس خواست اجازه بدهند که پسرش برای کمک به لشکرکشی به استان بریتانیای روم به او بپیوندد. پس از یک شب طولانی همراه با مصرف مشروب و مستی، گالریوس این درخواست را پذیرفت. یوسبیوس قیصریه شرح می‌دهد که چگونه او شبانه قبل از اینکه گالریوس بتواند نظرش را تغییر دهد، از دربار او گریخت. او از طریق اسب‌های یک چاپارخانه خود را به چاپارخانه بعدی می‌رساند و با سرعت سوار اسبی تازه‌نفس می‌شد و هر اسبی که در پی او بود را لنگ می‌کرد. زمانی که گالریوس صبح روز بعد از خواب بیدار شد، کنستانتین فرار کرده بود و دورتر از آن بود که بتوان دستگیرش کرد. قبل از تابستان ۳۰۵، کنستانتین توانست به پدرش در گال روم، در بولون-سور-مر (امروزه بخشی از فرانسه) بپیوندد.
از بولون-سور-مر، آنها از کانال مانش به بریتانیای روم وارد شدند و به بوراکوم (یورک)، مرکز استان بریتانیا سکاندا و پایگاه نظامی بزرگی که در آن قرار دارد، راه یافتند. کنستانتین توانست یک سال را در شمال بریتانیا در کنار پدرش بگذراند و در تابستان و پاییز علیه پیکت‌ها فراتر از دیوار هادریان در شمال بریتانیا مبارزه کند. کنستانتیوس کلوروس تنها پس از یک سال از برگزیده شدن به عنوان امپراتور ارشد در حالی که به شدت بیمار شده بود، در ۲۵ ژوئیه ۳۰۶ در یورک درگذشت. او قبل از مرگ، از ارتقاء کنستانتین به درجه آگوستوس (امپراتوری ارشد) حمایت کرد. سپس پادشاه آلامان‌ها، کروکوس، بربری که تحت فرمان کنستانتیوس به خدمت گرفته شده بود، کنستانتین را به عنوان آگوستوس معرفی کرد و نیروهای وفادار که پدرش کنستانتیوس کلوروس و همچنین خود او را ستایش می‌کردند، از او پیروی کردند. گال و بریتانیا به سرعت حکومت او را پذیرفتند.
کنستانتین یک اطلاعیه رسمی در مورد مرگ پدرش کنستانتیوس کلوروس همراه با ابراز تحسین خود نسبت به گالریوس را به دربار او فرستاد. همچنین یک پرتره از خود در لباس آگوستوس را نیز به اطلاعیه ضمیمه کرد. این پرتره با برگ بو تزیین شده بود. او درخواست به رسمیت شناختن خود به عنوان وارث تاج و تخت پدرش را عنوان کرد و ادعا کرد که ارتش او بدون اینکه او دخالت و مسئولیتی در این مورد داشته باشد، با اراده خودشان «عنوان آگوستوس را به او تحمیل کردند». گالریوس از این پیام چنان خشمگین شد که می‌خواست پرتره و پیام‌رسان را به آتش بکشد. مشاورانش او را آرام کردند و استدلال کردند که مخالفت صریح با ادعاهای کنستانتین به معنای جنگ حتمی است. گالریوس مجبور به سازش شد، او به کنستانتین عنوان «سزار» را به جای «آگوستوس» اعطا کرد (منصب آگوستوس به جای آن به دوست گالریوس، سوروس رسید.گالریوس که می‌خواست روشن کند که خودش به کنستانتین مشروعیت داده است، شخصاً لباس سنتی امپراتوری با رنگ ارغوانی امپراتوری را برای کنستانتین فرستاد. کنستانتین این هدیه را پذیرفت.

## حکمرانی اولیه
سهم کنستانتین از امپراتوری شامل بریتانیای روم، گال (امروزه فرانسه، بلژیک، غرب سوئیس و بخش‌هایی از هلند و آلمان) و اسپانیا می‌شد و او یکی از بزرگ‌ترین ارتش‌های رومی را — که در امتداد مرز مهم رود راین مستقر بود — فرماندهی می‌کرد. پس از ارتقاء به سزاری، او در بریتانیا ماند و قبایل پیکت‌ها را به عقب راند. او بازسازی پایگاه‌های نظامی را — که در زمان حکومت پدرش آغاز شده بود — به پایان رساند و دستور داد راه‌های منطقه تعمیر شود. سپس به آگوستا تروروروم (امروزه تری‌یر در آلمان) در گال، پایتخت تترارکی یا «حکومت چهارسالاری» در شمال غربی امپراتوری روم رفت. فرانک‌ها که آوازهٔ کارایی کنستانتین را شنیده بودند، در زمستان ۳۰۶–۳۰۷ به گال از طریق سراسر رود راین پایین حمله کردند. او آنها را به آن سوی رود راین راند و پادشاهان فرانک آسکاریک و مروگایس را اسیر کرد.

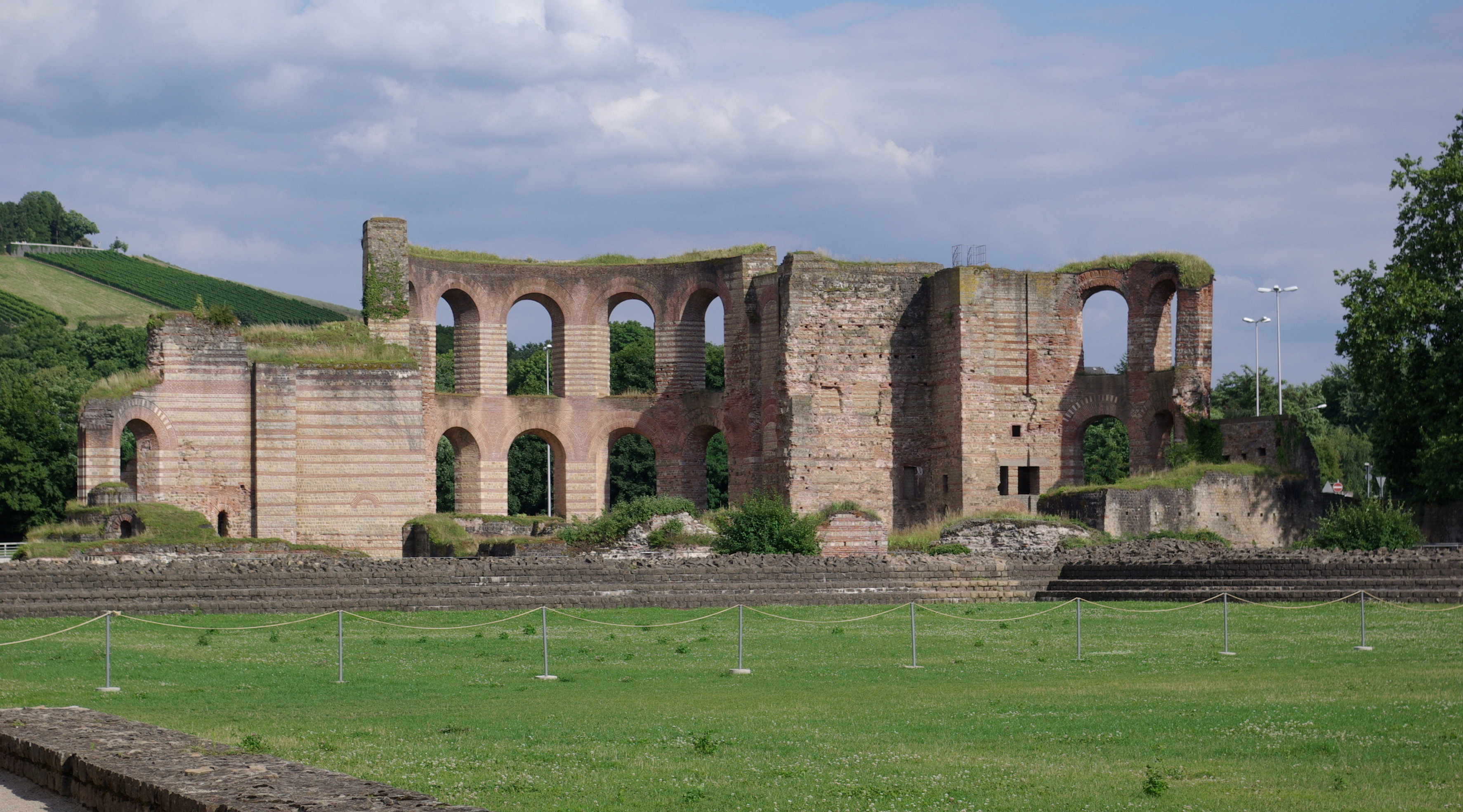
باقی ماندهٔ حمام رومی (ترمی) ساخته‌شده در تری‌یر توسط کنستانتین که قادر بود به چندین هزار نفر در یک زمان سرویس دهد. شهر تری‌یر (که امروزه در آلمان قرار دارد) یکی از چهار پایتخت امپراتوری روم در دورهٔ تترارکی بود.

کنستانتین توسعهٔ عمدهٔ شهر تری‌یر را آغاز کرد. او دیوار مدار شهر را با برج‌های نظامی و دروازه‌های مستحکم تقویت کرد و ساخت مجموعه کاخ‌هایی در شمال شرقی شهر را شروع کرد. در جنوب کاخ خود، دستور داد یک سالن بزرگ رسمی و یک حمام رومی عظیم ساخته شود. او در دوران تصدی خود به‌عنوان امپراتور غرب، از پروژه‌های ساختمانی بسیاری در سراسر گال حمایت کرد، به ویژه در «آگوستودونوم» (امروزه اوتن فرانسه) و «آرلات» (امروزه آرل فرانسه). به گفتهٔ لاکتانتیوس، کنستانتین اگرچه هنوز مسیحی نبود اما سیاست مدارا با مسیحیت را دنبال می‌کرد. او احتمالاً سیاستی معقول‌تر از آزار و اذیت آشکار و راهی برای متمایز کردن خود از «آزارگر بزرگ» گالریوس در پیش گرفت. او دستور پایان رسمی آزار و اذیت بزرگ را صادر کرد و تمام آنچه را که در طول آن دوره مسیحیان از دست داده بودند به آنان بازگرداند.
مهارت نظامی و پروژه‌های ساختمانی کنستانتین به‌زودی به یوسبیوس — استاد ثناخوانی — این فرصت را داد تا دربارهٔ شباهت‌های بین پدر و پسر اظهار نظر مثبتی داشته باشد. یوسبیوس خاطرنشان کرد که کنستانتین «تجدید کنندهٔ زندگی پدرش، در شخصیت خود و سلطنتش بود». سکه‌سازی، مجسمه‌سازی و خطابه‌های کنستانتین، گرایشی برای تحقیر «بربرهای» فراتر از مرزها را نشان می‌دهد. او پس از پیروزی بر آلامان‌ها (قبایل ژرمن) سکه‌ای ضرب کرد که در زیر عبارت «شادی رومیان»، «آلامان‌های فتح شده» را در حال گریه و التماس نشان می‌دهد.

### شورش ماکسنتیوس

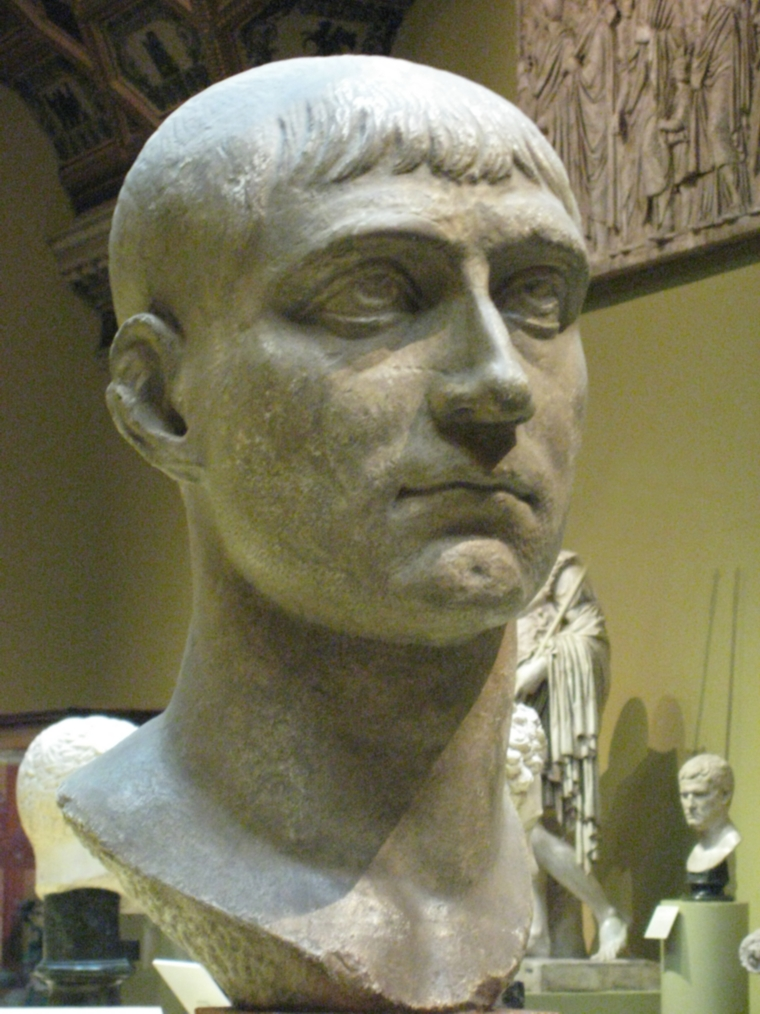
نیم تنه امپراتور ماکسنتیوس پسر ماکسیمیان، که در نبرد پل میلویو توسط کنستانتین شکست خورد.

پس از آنکه گالریوس کنستانتین را به‌عنوان سزار به‌رسمیت شناخت، تصویر کنستانتین طبق معمول به رُم آورده شد. ماکسنتیوس (پسر ماکسیمیان آگوستوس خودخواندهٔ روم غربی از ۳۰۶ تا ۳۱۲) موضوع تصویر را به‌عنوان پسر یک فاحشه به تمسخر گرفت و از ناتوانی خود ابراز تاسف کرد. چون ماکسنتیوس به اقتدار کنستانتین حسادت می‌کرد، در ۲۸ اکتبر ۳۰۶ خود را آگوستوس خواند. گالریوس از به‌رسمیت‌شناختن او امتناع کرد، اما نتوانست او را خلع کند. گالریوس، سوروس را علیه ماکسنتیوس فرستاد، اما در طول لشکرکشی، ارتش سوروس — که پیش‌تر تحت فرماندهی ماکسیمیان (پدر ماکسنتیوس) بود — نافرمانی کردند و امپراتور سوروس دستگیر و زندانی شد. ماکسیمیان که در اثر شورش پسرش از بازنشستگی تحمیلی خارج شده بود، برای گفتگو با کنستانتین در اواخر سال ۳۰۷ به گال رفت. او به کنستانتین پیشنهاد داد با دخترش فائوستا ازدواج کند و او را به درجهٔ آگوستوس ارتقاء داد. در مقابل، کنستانتین اتحاد قدیمی خانوادگی بین ماکسیمیان و کنستانتیوس کلوروس را دوباره مورد تأیید قرار داد و در اواخر تابستان ۳۰۷ با فائوستا در تری‌یر ازدواج کرد. با وجود این، کنستانتین از برادر زنش ماکسنتیوس حمایت زیادی نکرد و تنها به‌رسمیت‌شناختن سیاسی او را پذیرفت.

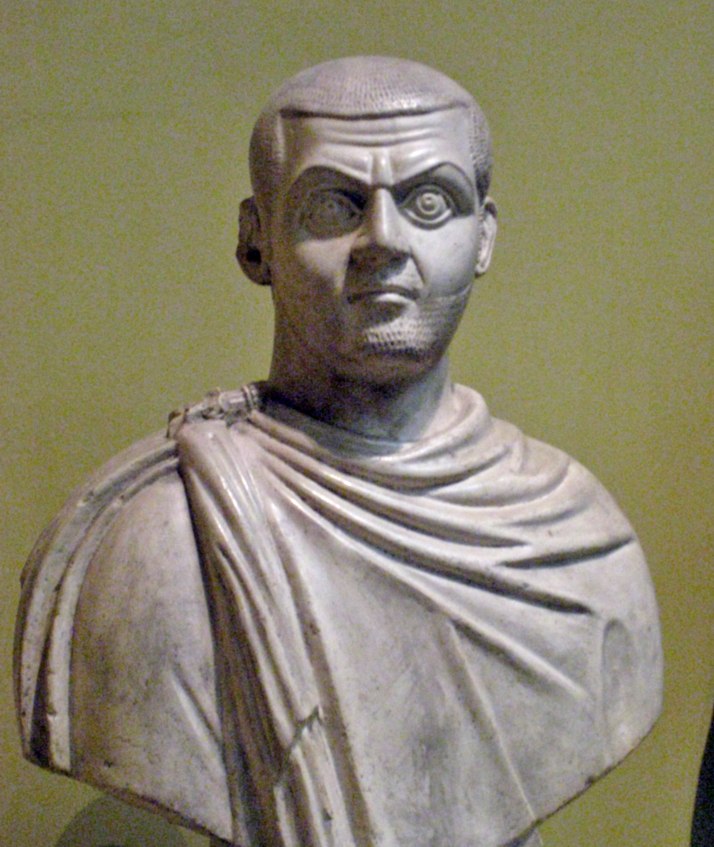
ماکسیمینوس دایا خواهرزادهٔ گالریوس، از ۳۱۳–۳۱۰ خود را آگوستوس روم در شرق خواند.

کنستانتین از درگیر شدن در ایتالیای روم خودداری کرد. در بهار و تابستان ۳۰۷، او برای جلوگیری از دخالت در آشوب ایتالیا، گال را به مقصد بریتانیای روم ترک کرد. اکنون او به جای کمک نظامی به ماکسنتیوس، نیروهای خود را علیه قبایل آلامان‌ها در امتداد رود راین فرستاد. در سال ۳۰۸، او به قلمرو بورکتری (قبیله ژرمن) حمله کرد و پلی بر روی رود راین در مستعمره کلادیا آرا آکریپیننسیوم (امروزه شهر کلن در آلمان) ساخت. در سال ۳۱۰ به شمال راین لشکر کشید و با فرانک‌ها (قبیله‌ای ژرمن) جنگید. زمانی که در لشکرکشی‌ها شرکت نمی‌کرد، در سرزمین‌هایش گردش می‌کرد و از پیشرفت اقتصاد و هنر حمایت می‌کرد. امتناع او از شرکت در جنگ در ایتالیا، محبوبیت او را در میان مردمش افزایش داد و پایگاه قدرت او را در غرب تقویت کرد. ماکسیمیان در زمستان ۳۰۷–۳۰۸ به رُم بازگشت، اما به زودی با پسرش ماکسنتیوس درگیر شد. در اوایل سال ۳۰۸، پس از تلاش ناموفق برای غصب عنوان آگوستینی ماکسنتیوس، ماکسیمیان به دربار کنستانتین بازگشت.
در ۱۱ نوامبر ۳۰۸، گالریوس کنفرانس کارنانتوم را در شهر نظامی کارنونتوم (امروزه در اتریش) برای رفع بی‌ثباتی در استان‌های غربی بر پا کرد. دیوکلتیان — که از بازنشستگی بازگشته بود — و نیز گالریوس و ماکسیمیان در این کنفرانس حضور داشتند. در نتیجهٔ این نشست، ماکسیمیان دوباره مجبور به کناره‌گیری شد؛ همچنین آگوستوسیِ کنستانتین پذیرفته نشد و او دوباره به درجهٔ سزار تنزل یافت. لیسینیوس — یکی از یاران نظامی قدیمی گالریوس — به‌عنوان آگوستوس در مناطق غربی منصوب شد. نظام جدید چندان دوام نیاورد: کنستانتین از قبول تنزل رتبه امتناع کرد و همچنان در ضرب سکه‌هایش خود را آگوستوس می‌نامید، در حالی که سایر اعضای چهارسالاری از او به‌عنوان سزار بر روی سکهٔ خود یاد می‌کردند. ماکسیمینوس دایا از اینکه ترفیع را از دست داده بود در حالی که لیسینیوس تازه‌وارد به عنوان آگوستوس ترفیع گرفته بود، آزرده و ناراضی بود و از گالریوس خواست که به او ترفیع بدهد. گالریوس پیشنهاد داد که هر دو ماکسیمینوس و کنستانتین را «فرزندان آگوستوس» بخوانند، اما هیچ‌کدام عنوان جدید را نپذیرفتند. در بهار ۳۱۰، گالریوس از هر دوی آنان به‌عنوان آگوستوس یاد می‌کرد.

### شورش ماکسیمیان

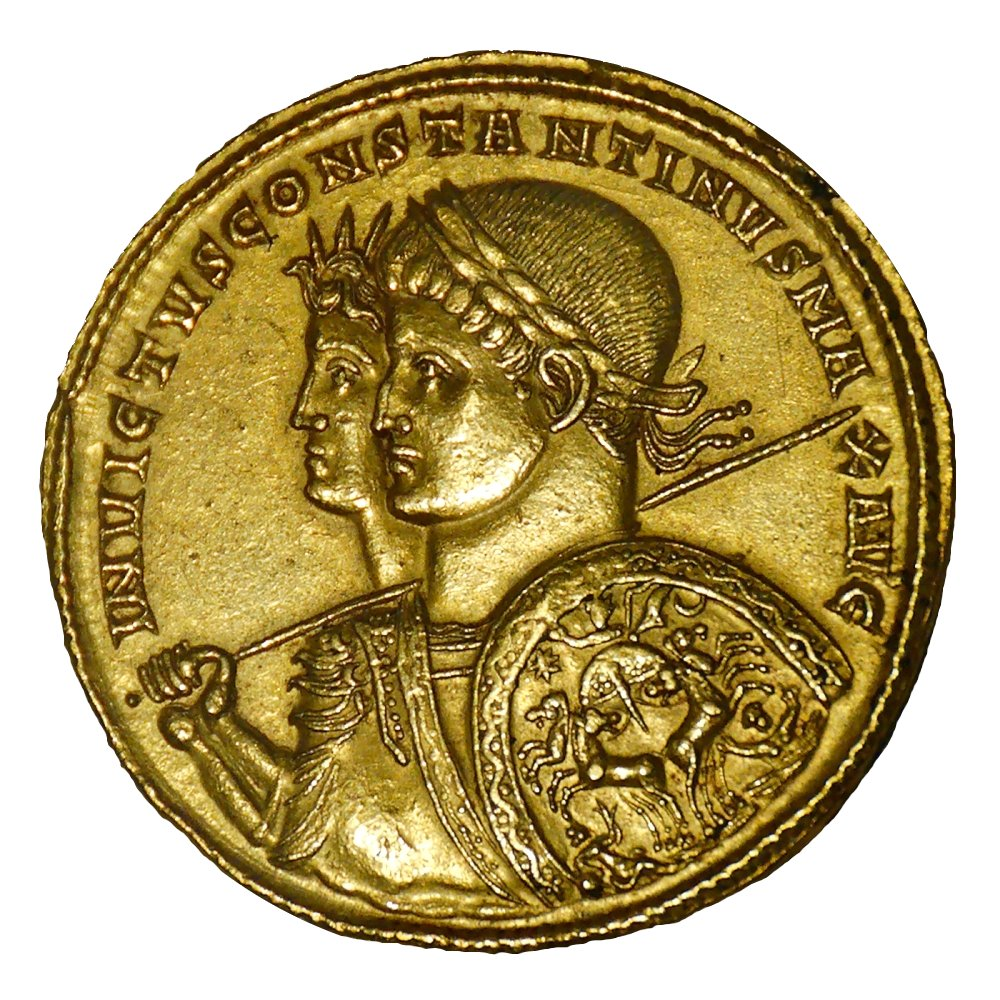
یک سکه سولیدوس از «کنستانتین تسخیرناپذیر» با خدای سول اینویکتوس پشت سر او، که در سال ۳۱۳ پس از میلاد ضرب شده است. استفاده از تصویر سول بر موقعیت کنستانتین به عنوان جانشین پدرش تأکید می‌کرد، تصویر سول برای شهروندان تحصیل کردهٔ گال جذابیت داشت و نسبت به پانتئون (خدایان رومی) پیگنیسم سنتی برای مسیحیان کمتر توهین‌آمیز تلقی می‌شد.

در سال ۳۱۰، زمانی که کنستانتین داشت فرانک‌ها می‌جنگید، ماکسیمیان (پدر همسرش) — که از امپراتوری خلع شده بود — علیه کنستانتین شورش کرد. ماکسیمیان با گروهی از ارتش کنستانتین به آرل (امروزه شهری در فرانسه) در جنوب فرستاده شده بود تا برای هرگونه حملهٔ پسرش ماکسنتیوس به گال آماده باشد. ماکسیمیان اعلام کرد که کنستانتین مرده است و بیرق بنفش امپراتوری را به‌عنوان جانشین به دست گرفت. بیشترِ ارتش کنستانتین به امپراتور خود وفادار ماندند و ماکسیمیان به‌زودی مجبور به ترک محل شد. هنگامی که کنستانتین خبر شورش را شنید، لشکرکشی علیه فرانک‌ها را رها کرد و ارتش خود را به سمت جنوب برد. در «کوبیلیونوم» (شلون-سور-سون مرکز فرانسه امروزی)، او نیروهای خود را بر روی قایق‌های منتظر حرکت داد تا از آب‌های کند رود سون به‌سمت آب‌های سریع‌تر رون پارو بزنند. نیروهای او در لوگدونوم (لیون در فرانسهٔ امروزی) پیاده شدند. ماکسیمیان به «ماسیلیا» (امروزه مارسی) گریخت، زیرا در آنجا بهتر از آرل می‌توانست در برابر محاصرهٔ طولانی مقاومت کند. اما تفاوت چندانی نداشت، زیرا شهروندان وفادار به کنستانتین دروازه‌های عقب را به روی کنستانتین باز کردند. ماکسیمیان به خاطر جنایاتش دستگیر و سرزنش شد. کنستانتین تا حدی او را عفو کرد، اما به‌شدت مشوق خودکشی او شد. در ژوئیه ۳۱۰، ماکسیمیان خود را حلق‌آویز کرد. ماکسنتیوس علیرغم گسستگی قبلی روابط با پدرش، پس از مرگش مشتاق بود خود را پسر فداکار پدر معرفی کند. او شروع به ضرب سکه با تصویر خدایی پدرش کرد و تمایل خود را برای انتقام از مرگ ماکسیمیان اعلام کرد. کنستانتین ابتدا خودکشی را یک تراژدی ناگوار خانوادگی معرفی کرد. با این حال، تا سال ۳۱۱، او ماجرا را در نسخهٔ دیگری انتشار داد. بر اساس آن نسخه، پس از عفو کنستانتین، ماکسیمیان یک شب قصد داشته کنستانتین را در خواب بکشد. همسر کنستانتین، فائوستا از توطئهٔ پدرش باخبر شد و به کنستانتین هشدار داد و در نتیجه آن شب کنستانتین خواجه‌ای را به‌جای خودش در رختخواب گذاشت. ماکسیمیان هنگام کشتن خواجه دستگیر شد و بنابراین به او پیشنهاد خودکشی دادند که او پذیرفت. کنستانتین در کنار استفاده از تبلیغات، «نفرین محو یادبود» را نیز برای محو یادگار ماکسیمیان ایجاد کرد و تمام کتیبه‌های مربوط به او را از بین برد و هر اثر عمومی که تصویر او را داشت، حذف کرد.
مرگ ماکسیمیان مستلزم تغییر وجههٔ عمومی کنستانتین بود. او دیگر نمی‌توانست به ارتباط خود با امپراتور ماکسیمیان اتکا کند و به منبع جدیدی از مشروعیت نیاز داشت. در سخنرانی ایراد شده در گال در ۲۵ ژوئیه ۳۱۰، سخنوری ناشناس ارتباط نسل و نسب پدر کنستانتین با کلودیوس گوتیکوس (زادهٔ ۲۱۴ - درگذشتهٔ ۲۷۰) را مطرح کرد. چنین ادعایی تا آن روز مطرح نشده بود. کلودیوس گوتیکوس امپراتوری خوشنامی بود که به‌دلیل شکست‌دادن گوت‌ها و بازگرداندن نظم به امپراتوری شهرت داشت. این سخنرانی با فاصله گرفتن از قالب چهارسالاری، به جای اصول برابری امپراتوران آن، بر حق حاکمیت اجدادی کنستانتین تأکید داشت. ایدئولوژی جدیدی که در سخنرانی بیان شد، نوعی حق حکومتی را به کنستانتین مربوط ساخت که رقیبان او گالریوس و ماکسیمیان از آن بهره‌ای نداشتند. در واقع، سخنور بر «نسب» تأکید می‌کرد: سخنور به کنستانتین اعلام می‌کرد: «تو در اثر توافق تصادفی مردم، یا به موجب لطف کسی، امپراتور نشده‌ای».
این سخنرانی همچنین از ایدئولوژی مذهبی چهارسالاری با تمرکز بر دودمان‌های دوقلوی ژوپیتر و هرکول فاصله داشت. در عوض، سخنور اعلام می‌کرد که کنستانتین یک رؤیای الهی از آپولون و الهه ویکتوریا را تجربه کرده است و آنها به او سلامتی و سلطنت طولانی اعطا کرده‌اند. کنستانتین در شباهت با اسطورهٔ آپولون، خود را شخصیتی نجات‌دهنده معرفی کرد که «حکومت کل جهان» به او اعطا خواهد شد. تغییر عقاید مذهبی نمایان‌شده در این سخنرانی با تغییر مشابهی در ضرب سکه کنستانتین همانند است. در اوایل سلطنت کنستانتین، در ضرب سکه مارس را حامی خود معرفی می‌کرد اما از سال ۳۱۰ به بعد، مارس با سول اینویکتوس (خدایی که به‌طور قراردادی با آپولون یکی دانسته می‌شود) جایگزین شد. دلیل اندکی وجود دارد که بتوان باور کرد ارتباط نسل و نسب یا بینش الهی از چیزی غیر از تخیل سرچشمه گرفته باشد، اما اعلام آنها ادعاهای کنستانتین را برای مشروعیت تقویت کرد و محبوبیت او را در بین شهروندان گال افزایش داد.

## جنگ‌های داخلی

### جنگ علیه ماکسنتیوس

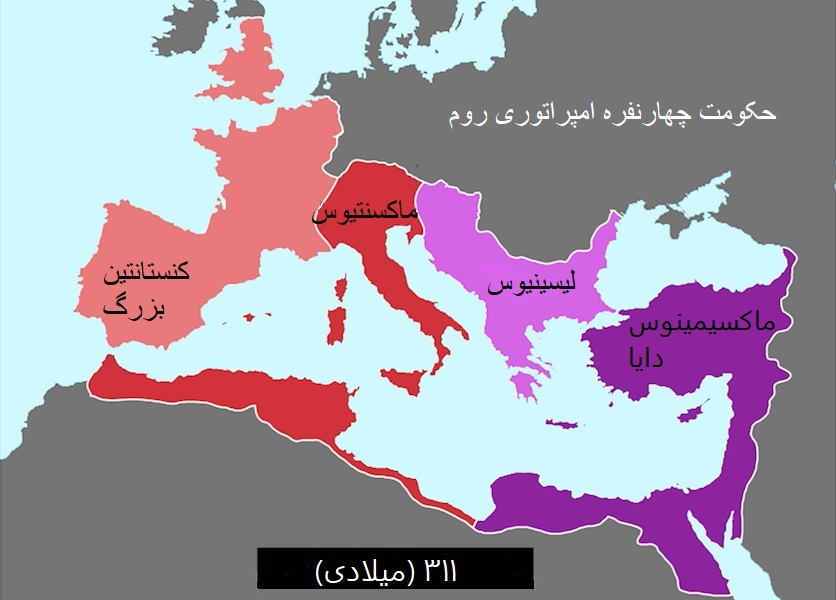
نقشهٔ امپراتوری روم تحت حکومت چهارسالاری در سال ۳۱۱ میلادی.

در اواسط سال ۳۱۰، گالریوس آنقدر بیمار شده بود که نمی‌توانست خود را درگیر سیاست‌های امپراتوری کند. او قبل از مرگ فرمان سردیکا را صادر کرد که در ۳۰ آوریل ۳۱۱ در نیکومدیا خطاب به استان‌های روم فرستاده شد و در آن پایان آزار و اذیت‌ها و از سرگیری تساهل مذهبی اعلام شد. گالریوس به زودی پس از اعلام فرمان سردیکا درگذشت و با مرگش آنچه را از چهارسالاری باقی مانده بود، ویران کرد. ماکسیمینوس دایا علیه لیسینیوس بسیج شد و آناتولی را تصرف کرد و یک صلح عجولانه روی یک قایق در وسط تنگه بسفر امضا شد. در حالی که کنستانتین در بریتانیا و گال گردش می‌کرد، ماکسنتیوس برای جنگ آماده می‌شد. او شمال ایتالیا را مستحکم کرد و با اجازه دادن به جامعه مسیحی برای انتخاب پاپ اوسبیوس، به عنوان اسقف‌نشین رم حمایت جامعه مسیحی از خود را تقویت کرد.
حکومت ماکسنتیوس با این وجود ناامن بود. حمایت اولیه از او در پی افزایش نرخ مالیات و رکود تجارت از بین رفت. شورش در رُم و کارتاژ شروع شد و دومیتیوس الکساندر (معاون امپراتور در آفریقا) توانست برای مدت کوتاهی اقتدار خود را در آفریقا دوباره به دست آورد. تا سال ۳۱۲، ماکسنتیوس مردی بود که به سختی تحمل می‌شد، کسی که فعالانه مورد حمایت قرار نمی‌گرفت؛ حتی در میان ایتالیایی‌های مسیحی. در تابستان ۳۱۱، در حالی که لیسینیوس به امور شرق مشغول بود، ماکسنتیوس علیه کنستانتین بسیج شد و به او اعلان جنگ داد و قول داد که انتقام «قتل» پدرش را بگیرد. برای جلوگیری از اتحاد ماکسنتیوس با لیسینیوس علیه کنستانتین، او در زمستان ۳۱۱–۳۱۲ با لیسینیوس متحد شد و به او پیشنهاد ازدواج با خواهر خود کنستانتیا را داد. ماکسیمینوس که توافق کنستانتین با لیسینیوس را توهین به اقتدار خود دانست، سفیری را به رُم فرستاد و در ازای حمایت نظامی پذیرفت که لیسینیوس را به رسمیت بشناسد. به گفته یوسبیوس، از این پس سفر بین منطقه ای در امپراتوری روم غیرممکن شد و در همه جا تجمع نظامی وجود داشت و «جایی وجود نداشت که مردم هر روز انتظار شروع جنگ و خصومت را نداشته باشند».
مشاوران و ژنرال‌های کنستانتین در مورد خطر یک حملهٔ پیشگیرانه به ماکسنتیوس هشدار دادند. او همه این احتیاط‌ها را نادیده گرفت و در اوایل بهار ۳۱۲، از کوه‌های آلپ کوتیوس با یک چهارم ارتش خود، نیرویی حدود ۴۰۰۰۰ نفر عبور کرد. اولین شهری که ارتش او با آن روبرو شد، سوسا، پیمونت (در ایتالیا)، یک شهر به شدت مستحکم بود که دروازه‌های خود را به روی او بسته بود. کنستانتین به افراد خود دستور داد که دروازه‌های آن را آتش بزنند و از دیوارهای آن بالا بروند. او به سرعت شهر را گرفت. کنستانتین به سربازان خود دستور داد که شهر را غارت نکنند و به سمت شمال ایتالیا پیشروی را ادامه دادند.
در نزدیکی غرب شهر مهم «آگوستا تائورینوروم» (امروزه تورین، ایتالیا)، کنستانتین با تعداد پرشماری از سواره نظام ماکسنتیوسی که به شدت مسلح بودند، روبرو شد. در نبرد بعدی در تورین، ارتش کنستانتین سواره نظام ماکسنتیوس را محاصره کرده و با قرار گرفتن سواره نظام در کنار آنها و توسط ضربه‌های چماق‌های سر آهنی سربازانش، آنها را از اسب پیاده کردند. ارتش کنستانتین در این نبرد پیروز شد. تورین از پناه دادن به نیروهای عقب‌نشینی ماکسنتیوس خودداری کرد و در عوض دروازه‌های خود را به روی کنستانتین باز کرد. شهرهای دیگر شمال دشت ایتالیا برای پیروزی کنستانتین پیام‌های تبریک فرستادند. او به میلان رفت و در آنجا با دروازه‌های باز و با شادی مردم روبرو شد. کنستانتین تا اواسط تابستان ۳۱۲ در میلان به ارتش خود استراحت داد، در این زمان خود به شهر نزدیک، برشا رفت.
ارتش شهر برشا به راحتی پراکنده شد، و کنستانتین به سرعت به سمت ورونا پیشروی کرد که یک نیروی بزرگ ماکسنتیوسی در آنجا اردو زده بود. روریکیوس پومپیانوس، ژنرال نیروهای ورونایی و بخشدار پرایتوری ماکسنتیوس، در موقعیت دفاعی قوی قرار داشت زیرا شهر از سه طرف توسط رود آدیجه محاصره شده بود. کنستانتین نیروی کوچکی را به شمال شهر فرستاد تا از رودخانه عبور کنند. ژنرال روریکیوس پومپیانوس، یک دسته بزرگ را برای مقابله با نیروی اعزامی کنستانتین فرستاد اما شکست خورد. نیروهای کنستانتین با موفقیت شهر را محاصره کردند. روریکیوس با نیروی بیشتری برای مقابله با کنستانتین بازگشت. کنستانتین حاضر نشد محاصره را خاتمه دهد و تنها نیروی کمی را برای مقابله با او فرستاد. در رویارویی‌ای که پس از آن به وقوع پیوست، روریکیوس کشته و ارتش او نابود شد. اکنون راه به پایتخت، شهر رُم به روی کنستانتین کاملاً باز بود.
ماکسنتیوس برای همان نوع جنگی که علیه سوروس و گالریوس به راه انداخته بود آماده شده بود. او در رم نشست و برای محاصره آماده شد. او همچنان گارد پرایتوری رم را کنترل می‌کرد، شهر با غله‌های آفریقایی غنی شده بود و دیوارهای به ظاهر تسخیرناپذیر آن را احاطه کرده بود. ماکسنتیوس، طبق نظر کاهنان که توصیه خدایان را ابراز می‌کردند، دستور داد تمام پل‌ها را در سراسر رود تیبر ویران کردند و بقیه ایتالیای مرکزی را بدون دفاع رها کرد. کنستانتین از حمایت بی‌چون و چرای مردم آن منطقه اطمینان داشت. کنستانتین به آرامی از طریق فلامینیا پیش می‌رفت، حمایت از ماکسنتیوس همچنان در حال تضعیف بود: در مسابقه‌های ارابه‌سواری در ۲۷ اکتبر، جمعیت آشکارا به ماکسنتیوس طعنه می‌زدند و فریاد می‌زدند که کنستانتین شکست‌ناپذیر است. ماکسنتیوس، که با توجه به شکست‌هایش دیگر مطمئن نبود از محاصره رم پیروز بیرون بیاید، یک پل موقت با استفاده از قایق‌ها بر روی رود تیبر ساخت تا برای نبرد میدانی علیه کنستانتین آماده شود. در ۲۸ اکتبر ۳۱۲، در زمان ششمین سالگرد سلطنتش، او برای راهنمایی و آگاهی از پیشگویی به حافظان کتاب‌های سیبیل مراجعه کرد. حافظان پیشگویی کردند که در همان روز نبرد «دشمن رومیان» خواهد مرد. ماکسنتیوس برای رویارویی با کنستانتین در نبرد به سمت شمال پیش رفت.

#### نبرد پل میلویو

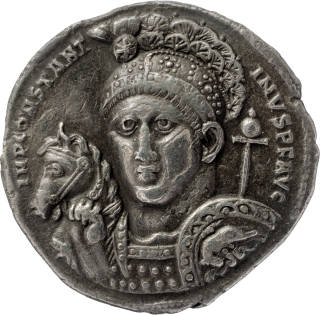
سکه نقره از ۳۱۵; کنستانتین با نماد کای-رو در کلاه‌خود کنستانتین، اولین نشان از سمت چپ تاج کلاه‌خود قبل از پرها

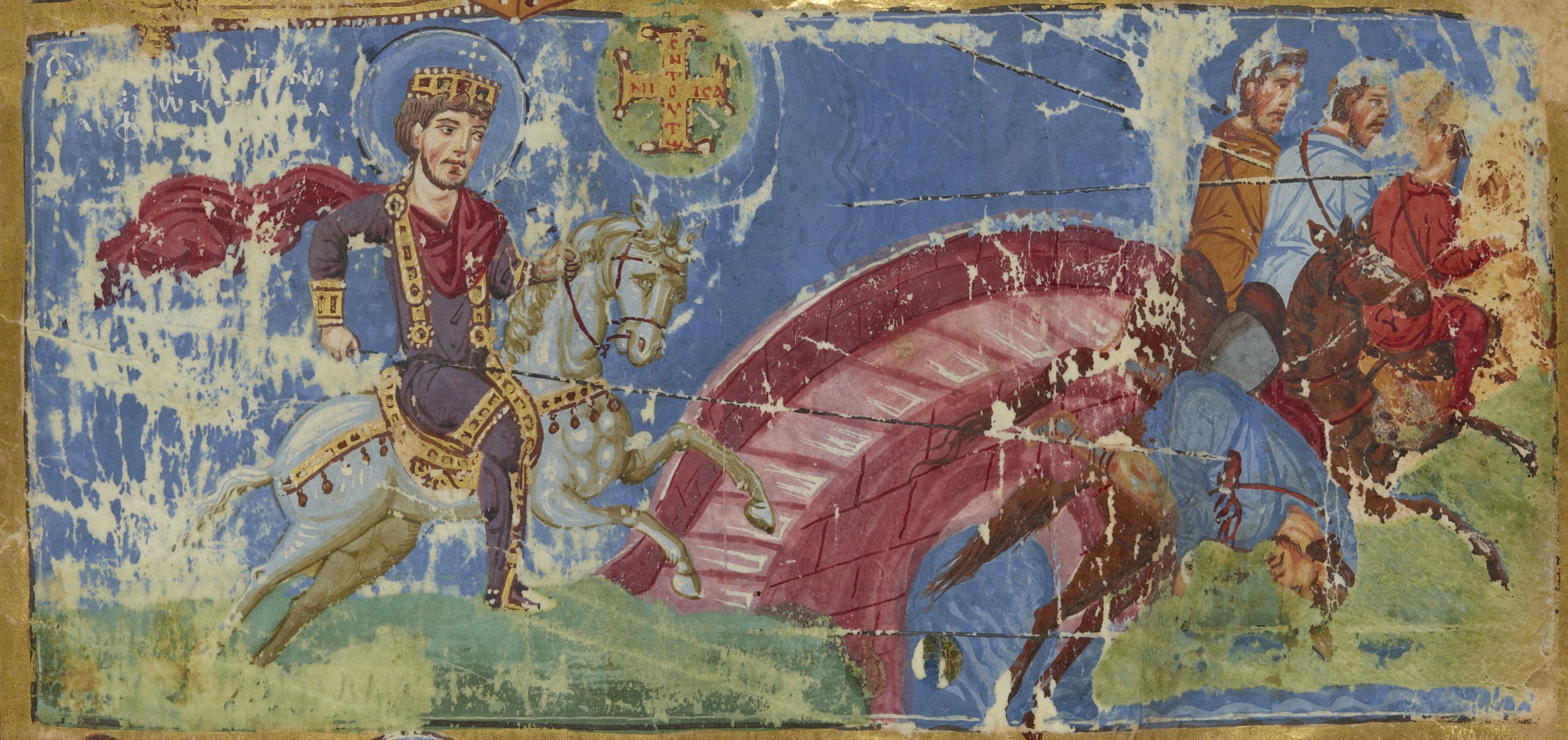
جزئیات از یک دست‌نوشتهٔ بیزانسی قرن نهم. کنستانتین بزرگ ماکسنتیوس را در پل میلویو شکست می‌دهد. رؤیای کنستانتین یک صلیب یونانی است که روی آن نوشته شده، شما با این علامت پیروز خواهید شد

نبرد پل میلویو در ۲۸ اکتبر ۳۱۲، یک نبرد کلیدی در تاریخ امپراتوری روم بود. همان‌طور که از نامش پیداست، این نبرد در اطراف پل میلویو که از روی رود تیبر در شمال رُم می‌گذرد، رخ داد. این نبرد سرنوشت‌ساز عمیقاً آینده امپراتوری روم را شکل داد. در این نبرد نیروهای ماکسنتیوس در برابر نیروهای کنستانتین قرار گرفتند و او آنها را در صف‌های طولانی رو به دشت نبرد و نزدیک به رود تیبر سازمان داد؛ به طوریکه جایی برای عقب‌نشینی باقی نمانده بود. ارتش کنستانتین با نمادهای تا آن زمان ناآشنای کای-رو بر روی بیرق‌های جنگ و سپرهای سربازان خود به میدان آمد.
علامت کای-رو نشان‌دهندهٔ دو حرف اول کلمهٔ یونانی نام مسیح است. دو نویسنده مسیحی قرن چهارم، لاکتانتیوس و یوسبیوس قیصریه، گزارش‌های کمی متفاوت از این نبرد ارائه می‌دهند. به گفته لاکتانتیوس در کتاب درباره مرگ‌های آزاردهندگان شب قبل از نبرد در خواب به کنستانتین دستور داده شد که از علامت آسمانی برای دفاع در برابر همه دشمنان استفاده کند اما یوسبیوس در ویتا کنستانتینی چنین توصیف می‌کند که روز قبل از نبرد کنستانتین با ارتش خود در حال حرکت بود، وقتی او به بالا او آسمان نگاه کرد. نگاهش به خورشید افتاد، صلیبی از نور را دید که کتیبه‌ای به آن چسبیده بود و بر روی آن نوشته شده بود: «شما با این علامت پیروز خواهید شد» سپس یوسبیوس رؤیای الهی در خواب همان شب را شبیه به روایت لاکتانتیوس توصیف می‌کند. به گزارش ویتا صبح روز بعد کنستانتین با کسانی که با مسیحیت آشنا بودند مشورت کرد تا نظر آنها را در مورد تعییر خوابش جویا شود. آنها تأیید کردند که این مسیح است که بر او ظاهر شده است. کنستانتین با شنیدن این موضوع به مسیحیت گروید و عهد کرد که ماکسنتیوس را از تاج و تختش بیرون کند. همچنین روایات باستانی در مورد اقدامات کنستانتین قبل از درگیری دو سالار جنگ در پل میلویو متفاوت است. به گفته، کنستانتین به سربازان خود دستور داد که کای-رو را روی سپرهای خود نقاشی کنند، در حالی که ویتا کنستانتینی بیان می‌کند که او به افراد خود دستور داد که لاباروم را حمل کنند، لاباروم یک بیرق جنگی است که دارای همان علامت مقدس مسیحی است. توضیح یوسبیوس در مورد زمان و مکان وقوع این رویدادها مبهم است، اما قبل از شروع جنگ علیه ماکسنتیوس وارد این روایت می‌شود.
کنستانتین نیروهای خود را در تمام طول خط ماکسنتیوس مستقر کرد. او به سواران خود دستور داد تا جلو بروند و سواره نظام ماکسنتیوس را مغلوب کردند. او سپس پیاده‌نظام خود را علیه پیاده‌نظام ماکسنتیوس فرستاد و بسیاری را به داخل رود تیبر هل داد که در آنجا قتل‌عام و غرق شدند. نبرد کوتاه بود، و نیروهای ماکسنتیوس قبل از اولین حمله مغلوب شدند. نگهبانان اسب و گارد پراتوری او در ابتدا موقعیت خود را حفظ کردند، اما توسط نیروی سواره نظام کنستانتینی شکست خوردند. صفوف سربازان در هم شکسته شد و آنها به سمت رودخانه گریختند. ماکسنتیوس سعی کرد از روی پل موقتی که توسط قایق‌ها به هم پیوسته ساخته شده بود، از رود عبور کند، اما او را نیز به تیبر هل دادند و توسط انبوه سربازان فراری‌اش غرق شد.
پیروزی کنستانتین به غیر از استراتژی برتر به «مداخله الهی» نسبت داده شده است. مورخ آمریکایی ویلیام همبلین می‌نویسد، اگر کنستانتین امپراتور تازه مسیحی شده در نبرد پل میلویو در سال ۳۱۲ پس از میلاد توسط رقیب پیگن خود ماکسنتیوس شکست می‌خورد، به احتمال زیاد مسیحیت در آینده به دین دولتی امپراتوری روم تبدیل نمی‌شد - یا حداقل به این شکل نبود. که امروزه در جهان هست.
یک سکه نقره ضرب شده در پاویا (ایتالیای کنونی) در سال ۳۱۵، کنستانتین را در حالی نشان می‌دهد که کلاه‌خود کنستانتین منقش به علامت کای-رو را بر سر گذاشته است. این رقم سکه در نمادنگاری و تبلیغات امپراتوری قبل از دهه ۳۲۰ غیر معمول است.

### در رُم

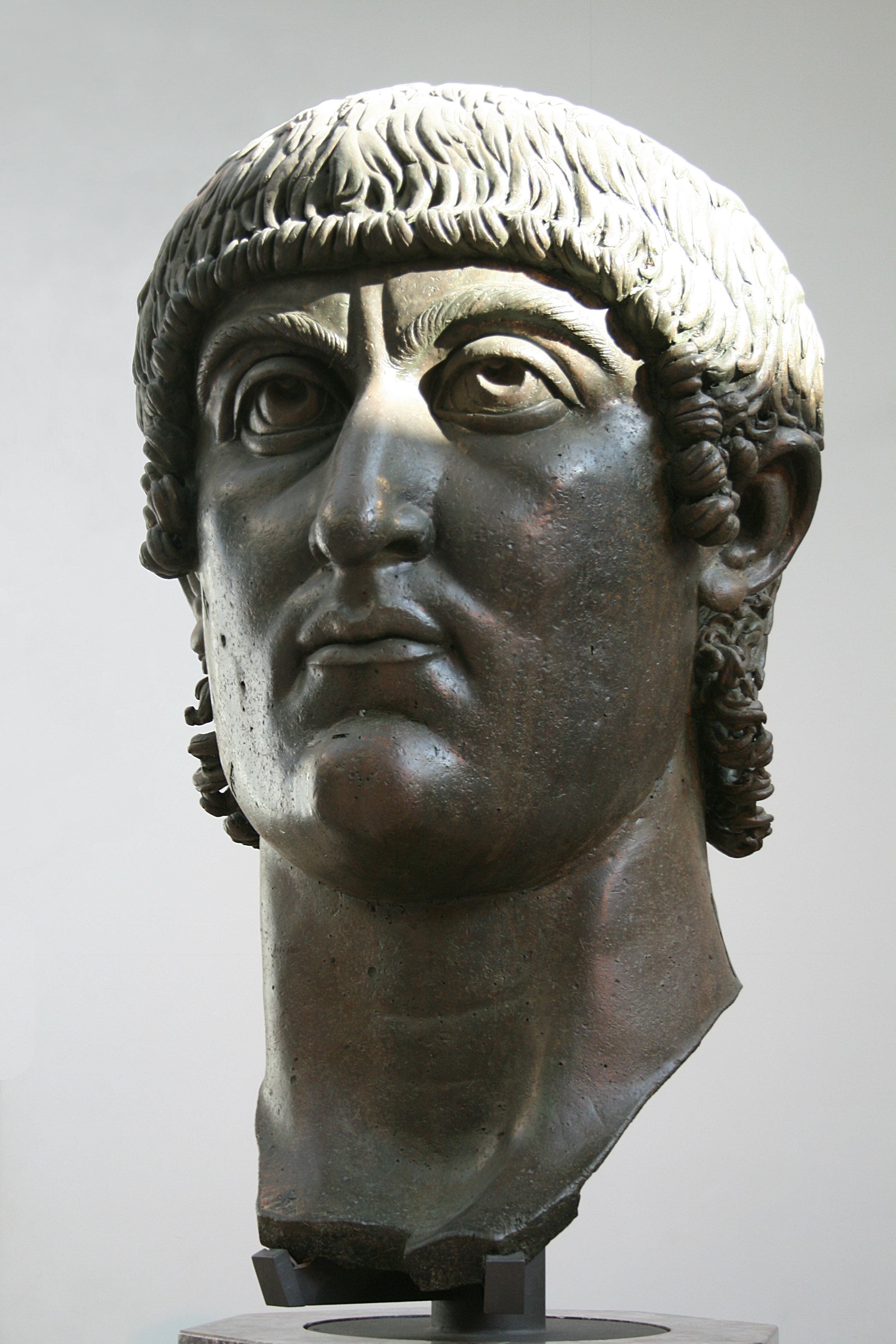
سر غول‌پیکر برنزی کنستانتین که اکنون در موزه‌های کاپیتولین است.

کنستانتین در ۲۹ اکتبر ۳۱۲ وارد رُم شد که با شادی مردم همراه بود. جسد ماکسنتیوس را در تیبر آز آب بیرون کشیدند و سرش را بریدند و سر او را در خیابان‌ها گرداندند تا همه ببینند. پس از تشریفات، سر بی‌جسم به شهر کارتاژ (در تونس امروزی) فرستاده شد و این شهر دیگر مقاومتی نکرد. کنستانتین برخلاف پیشینیان خود، پس از پیروزی، مراسم اهدای قربانی در معبد ژوپیتر در کاپیتول رُم را انجام نداد. با این حال، او از مجلس سناتوری کوریا جولیا بازدید کرد و قول داد که امتیازهای اجدادی آن را بازگرداند و در دولت اصلاح شده خود نقشی امن به آنان ببخشد و اطمینان داد که طرفداران ماکسنتیوس با هیچ انتقامی روبرو نخواهند شد. در پاسخ، سنای روم حکم داد که نام کنستانتین در همه اسناد رسمی اول ذکر شود و اعضای سنا او را به عنوان «بزرگ‌ترین آگوستین» ستایش کردند. او احکامی را برای بازگرداندن اموالی که مخالفان در زمان ماکسنتیوس از دست داده بودند، فراخوانی تبعیدیان سیاسی و آزادی مخالفان زندانی ماکسنتیوس صادر کرد. سپس یک مبارزه تبلیغاتی گسترده دنبال شد و طی آن تصویر ماکسنتیوس از تمام مکان‌های عمومی پاکسازی شد. نام ماکسنتیوس به عنوان یک «ظالم» نوشته شد و در برابر تصویر آرمانی کنستانتین به عنوان «آزادی‌دهنده» قرار گرفت. یوسیبوس قیصریه بهترین نماینده این رشته از تبلیغات کنستانتینی است. رونوشت‌های ماکسنتیوس باطل اعلام شد و افتخارهایی که او به رهبران سنا اعطا کرده بود نیز بی‌اعتبار شد. کنستانتین همچنین تلاش کرد تا تأثیر ماکسنتیوس را بر منظر شهری رُم از بین ببرد. تمام بناهای ساخته شده توسط او دوباره توسط کنستانتین وقف کلیسا شد، از جمله معبد رومولوس و کلیسای ماکسنتیوس. در نقطه کانونی بازیلیکا، مجسمه‌ای سنگی از کنستانتین برپا شد که نماد لاباروم مسیحی را در دست داشت. کتیبه مجسمه حاوی پیامی بود که نشان می‌داد: «کنستانتین با این علامت، روم را از یوغ ظالم آزاد کرد.»
کنستانتین همچنین به دنبال تحت تأثیر قرار دادن دستاوردهای ماکسنتیوس بود. به عنوان مثال، سیرک ماکسنتیوس به گونه‌ای بازسازی شد که ظرفیت صندلی آن ۲۵ برابر بیشتر از مجموعه سیرک ماکسنتیوس در جاده آپیا بود. قوی‌ترین حامیان نظامی ماکسنتیوس با انحلال «گارد پرایتوری» و «گارد اسب امپراتوری» بی‌اثر شدند. همچنان لژیون دوم پاتریک که که در سال ۱۹۷ پس از میلاد برای لشکرکشی علیه شاهنشاهی اشکانی تأسیس شده بود، از البانو لازیال در نزدیکی رم خارج شدند و بقیه ارتش ماکسنتیوس برای انجام وظیفه مرزی به راین فرستاده شدند.

### جنگ علیه لیسینیوس

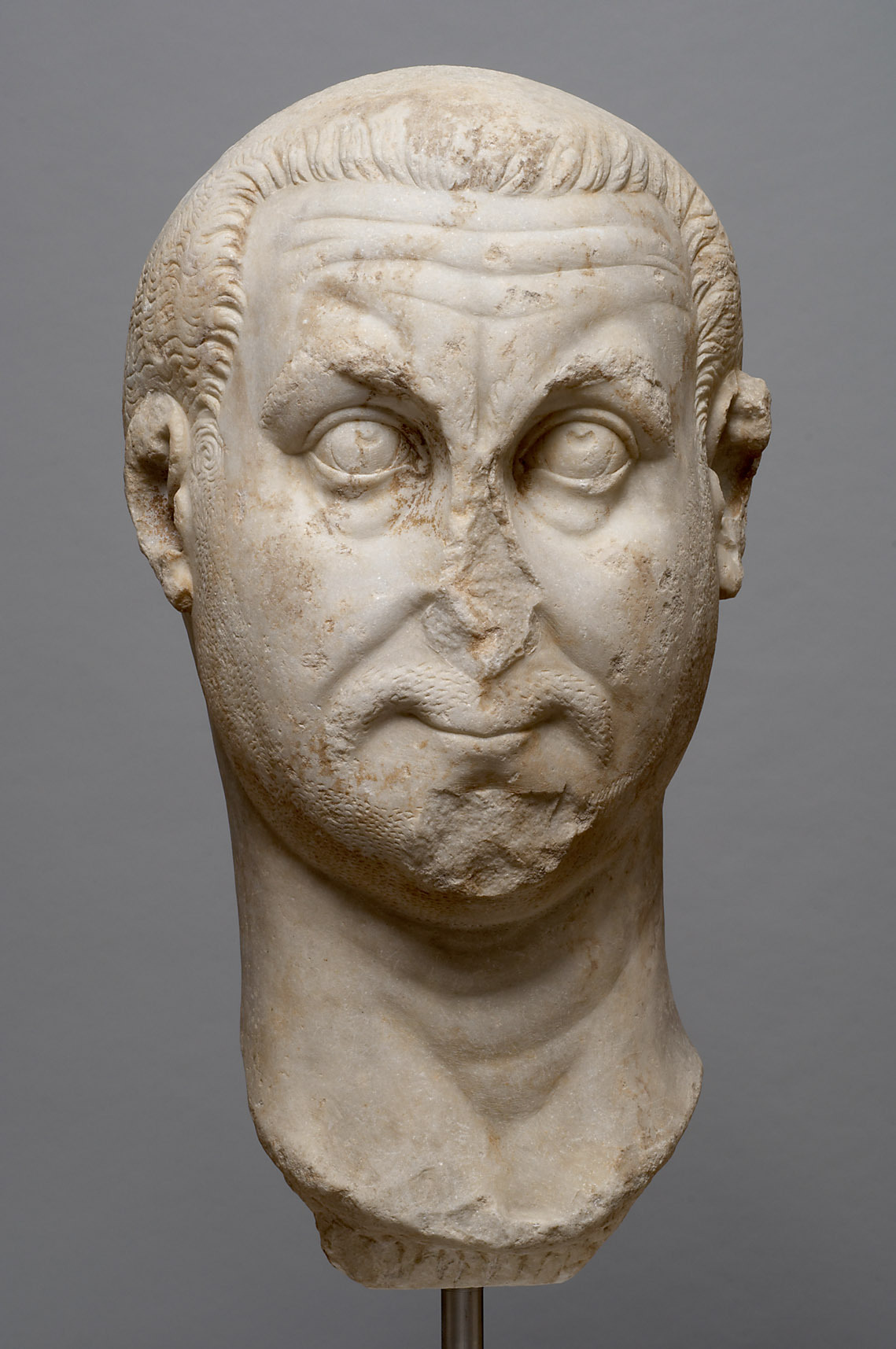
لیسینیوس آگوستوس شرق ۳۰۸–۳۲۴

پس از کشته شدن ماکسنتیوس در نبرد پل میلویو؛ سه امپراتور در روم حکومت می‌کردند. در سال‌های بعد، کنستانتین به تدریج برتری نظامی خود را بر دو رقیب باقیمانده در حکومت چهارسالاری در حال فروپاشی تثبیت کرد. در سال ۳۱۳، او امپراتور لیسینیوس را در میلان ملاقات کرد تا با ازدواج لیسینیوس و کنستانتیا خواهر ناتنی کنستانتین، اتحاد آنها را تضمین کند. در این جلسه، دو امپراتور در مورد فرمان میلان توافق کردند که به مسیحیت و همه ادیان در امپراتوری رسماً آزادی کامل می‌داد. این سند مزایای ویژه‌ای برای مسیحیان داشت؛ دین آنها را قانونی می‌کرد و تمام اموالی که در جریان آزار و اذیت دیوکلتیان به تصرف درآمده بودند، به آنها بازگردانده می‌شد. این فرمان روش‌های اجبارهای مذهبی در گذشته را رد می‌کرد و فقط از اصطلاح‌های کلی برای اشاره به حوزه الهی استفاده می‌کرد. با این حال، ملاقات مابین این دو امپراتور زمانی که خبر به لیسینیوس رسید که رقیب او ماکسیمینوس دایا (امپراتور رومی که بر ترکیه امروزی حکمرانی می‌کرد)، از تنگه بسفر عبور کرده و به خاک اروپا حمله کرده، کوتاه شد. لیسینیوس میلان را ترک کرد و در نهایت ماکسیمینوس دایا را شکست داد و کنترل تمام نیمه شرقی امپراتوری روم را به دست آورد. روابط بین دو امپراتور باقی‌مانده، زمانی که کنستانتین به دست شخصی که لیسینیوس می‌خواست او به را درجه سزاری ارتقا بدهد، مورد سوءقصد قرار گرفت، بدتر شد. لیسینیوس، به نوبه خود، مجسمه‌های کنستانتین را تخریب کرد. در ۳۱۴ یا ۳۱۶، دو آگوستین در نبرد سیبالا با یکدیگر جنگیدند و کنستانتین پیروز شد. آنها دوباره در نبرد ماردیا در سال ۳۱۷ با هم درگیر شدند و در پی توافقی موافقت کردند که دو پسر کنستانتین، کریسپوس و کنستانتین دوم، امپراتور روم و پسر لیسینیوس، لیسینیوس دوم سزار شوند. پس از موافقت، کنستانتین بر اسقف‌های پانونیا و مقدونیه حکومت کرد و در سیرمیوم (در شمال‌غربی صربستان کنونی) اقامت گزید، از آنجا او توانست در سال ۳۲۲ با گوت‌ها و سارماتی‌ها و در سال ۳۲۳ با گوت‌ها بجنگد و رهبر آنها، راوسیمود را شکست دهد و بکشد.
در سال ۳۲۰، لیسینیوس ظاهراً از آزادی مذهبی وعده داده شده توسط فرمان میلان عدول کرد و دوباره شروع به سرکوب مسیحیان کرد، روش سرکوب او عموماً بدون خونریزی، اما به وسیله مصادره و اخراج صاحبان مناصب مسیحی بود. اگرچه توصیف لیسینیوس به عنوان یک ضد مسیحی تا حدودی مشکوک است، اما واقعیت این است که به نظر می‌رسد او در حمایت از مسیحیت بسیار کمتر از کنستانتین روی خوش نشان می‌داد. احتمالاً همان‌طور که مورخ کلیسا، سوزومن مطرح کرده است، لیسینیوس وفاداری کلیسا را به شخص کنستانتین بیشتر از وفاداری این نهاد به سیستم امپراتوری روم می‌دیده است.
چگونگی تقسیم قدرت با لیسینیوس به چالشی برای کنستانتین در غرب تبدیل شد و در جنگ داخلی بزرگ سال ۳۲۴ به اوج خود رسید. لیسینیوس، با کمک مزدوران گوتیک، نمایندهٔ گذشته و پیگنیسم باستانی بود، در حالی که کنستانتین و فرانک‌ها‌یش زیر نماد مسیحی لاباروم رژه می‌رفتند. ارتش کنستانتین در نبرد آدریانوپل (۳۲۴ میلادی) پیروز شد. لیسینیوس از تنگه بسفر فرار کرد و مارتینیانوس را به عنوان آگوستوس اسمی در غرب منصوب کرد، اما کنستانتین بعداً در نبرد هلسپونت و در نهایت در ۱۸ سپتامبر ۳۲۴ در نبرد کریسوپولیس پیروز شد. لیسینیوس و مارتینیان در نیکومدیا به گرفتن قولی که جانشان حفظ خواهد شد، تسلیم کنستانتین شدند. آنها به عنوان شهروند خصوصی به ترتیب در سالونیک (امروزه در یونان) و کاپادوکیه (امروزه در ترکیه) تبعید شدند، اما در سال ۳۲۵ کنستانتین، لیسینیوس را به اتهام توطئه علیه خود دستگیر کرد و به دار آویخت. به دنبال آن پسر لیسینیوس، لیسینیوس دوم (سزار بخش شرقی امپراتوری از ۳۱۷ تا ۳۲۴ و پسر خواهر کنستانتین) نیز در سال ۳۲۶ به قتل رسید. با شکست لیسینیوس، کنستانتین به یگانه امپراتورِ امپراتوری روم تبدیل شد، او بلافاصله با نامه‌های بخشنامه‌ای، همه رعایای خود را به پذیرش بدون تأخیر فرمانروایی خود و پذیرش حقیقت الهی ترغیب کرد.

## حکمرانی بعدی

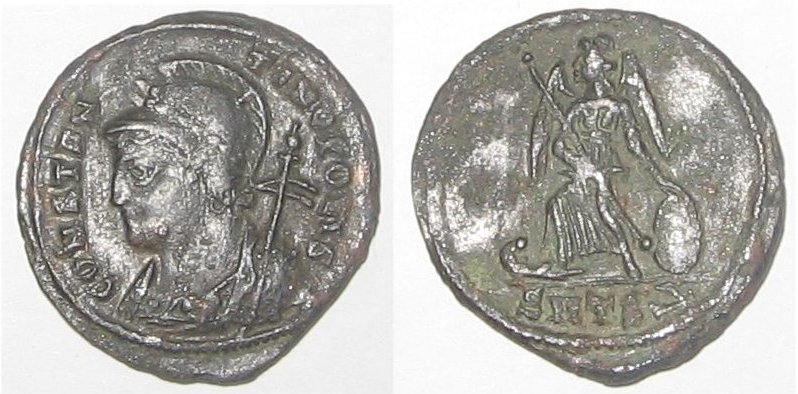
سکه‌ای که کنستانتین اول برای بزرگداشت تأسیس قسطنطنیه ضرب کرد

دیوکلتیان، نیکومدیا (در غرب ترکیه امروزی) را در شرق به عنوان پایتخت خود در دوران چهارسالاری انتخاب کرده بود تا از بیزانتیوم (استانبول کنونی) چندان دور نباشد و موقعیت خوبی برای دفاع از تراکیه، آسیا و مصر داشته باشد. تغییر مکان پایتخت از غرب دورافتاده و خالی از سکنه به شهرهای ثروتمندتر شرق و اهمیت استراتژیک نظامی بیزانتیوم برای حفاظت از دانوب در برابر تهاجم بربرها و در برابر شاهنشاهی ساسانی متخاصم در آسیا، و همچنین امکان نظارت بر رفت و آمد کشتیرانی بین دریای سیاه و مدیترانه مواردی بود که کنستانتین برای انتخاب پایتخت جدید خود در نظر گرفته بود. شکست لیسینیوس نشان‌دهندهٔ شکست پایتخت رقیب سیاسی، پیگنیسم و یونانی زبان در شرق، در مقابل روم مسیحی و لاتین زبان در غرب بود و پیشنهاد شد که پایتخت جدید شرقی باید نمایانگر ادغام مردم شرق در امپراتوری روم به عنوان یک مجموعه باشد. سرانجام کنستانتین تصمیم گرفت روی شهر یونانی بیزانتیوم کار کند، که این مزیت را داشت که قبلاً به‌طور گسترده بر اساس الگوهای شهرسازی رومی در طول قرن قبل توسط امپراتوران سپتیمیوس سوروس و کاراکالا بازسازی شده بود، که قبلاً به اهمیت استراتژیک آن اذعان کرده بودند.شهر باستانی بیزانتیوم در ۱۱ مه ۳۳۰ توسط کنستانتین به عنوان پایتخت امپراتوری روم انتخاب شد و به «کنستانتینوپلیس» («شهر کنستانتین» یا بعدها «قسطنطنیه») تغییر نام داد. سکه‌های یادبود ویژه‌ای در سال ۳۳۰ برای گرامیداشت این رویداد ضرب شد. شهر جدید توسط بقایای صلیب راستین، عصای موسی و سایر آثار مقدس محافظت می‌شد. اما یک قطعه حکاکی شده که اکنون در موزه ارمیتاژ نشان می‌دهد کنستانتین به نمایندگی از الههٔ اقبال شهر جدید، تاجگذاری کرده بود.

### سیاست مذهبی
به‌طور کلی پذیرفته شده است که قبل از تغییر دین کنستانتین مسیحیان پنج تا ده درصد از جمعیت امپراتوری روم را تشکیل می‌دادند و بین سه تا شش میلیون نفر پیرو داشتند. کنستانتین رابطه بین کلیسا و دولت امپراتوری را کاملاً تغییر داد و بدین وسیله روندی را آغاز کرد که در نهایت مسیحیت را به دین رسمی امپراتوری تبدیل کرد. کنستانتین اولین امپراتوری بود که آزار و اذیت مسیحیان را متوقف کرد و مسیحیت را همراه با سایر ادیان/مذاهب در امپراتوری روم قانونی کرد. در فوریه ۳۱۳، او با امپراتور لیسینیوس در میلان ملاقات کرد و فرمان میلان را تدوین کرد که بیان می‌کرد مسیحیان باید اجازه داشته باشند که از ایمان خود بدون ظلم پیروی کنند. این فرمان آزار و اذیت مسیحیان در امپراتوری روم برای اعتراف به مسیحیت، که به موجب آن بسیاری قبلاً به شهادت رسیده بودند، را حذف کرد و اموال مصادره شده کلیسا را برگرداند. این فرمان نه تنها مسیحیت بلکه همه ادیان را از آزار و اذیت محافظت می‌کرد و به هر کسی اجازه می‌داد هر خدایی را که انتخاب می‌کند پرستش کند. فرمان مشابهی در سال ۳۱۱ توسط گالریوس، امپراتور ارشد چهارسالاری به نام فرمان سردیکا صادر شده بود که به مسیحیان حق پیروی از دین خود را می‌داد اما هیچ اموالی را به آنها بازنمی‌گرداند. فرمان میلان شامل بندهای متعددی بود که بیان می‌کرد همه کلیساهای مصادره شده بازگردانده می‌شوند، و همچنین مقررات دیگری برای مسیحیانی که قبلاً تحت آزار و اذیت قرار گرفته بودند. پژوهشگران در مورد اینکه آیا کنستانتین مسیحیت مادرش سنت هلنا را در جوانی پذیرفت یا اینکه او آن را به تدریج در طول زندگی خود پذیرفت، با یکدیگر توافق ندارند. گرگوری سنت آلدرت نوشته است، پذیرش مسیحیت توسط کنستانتین نشان‌دهندهٔ تبدیل مسیحیت از یک فرقه مبهم به یک دین مسلط بود. کنستانتین با پذیرفتن مسیحیت، که ماهیت توحیدی داشت، این تصور را مطرح کرد که خدای یگانه و مشروع او را به عنوان تنها مدعی برای تاج و تخت انتخاب کرده است. این ایده جدا از پیامدهای سیاسی قابل توجه، نشانگر تغییر مهمی در رابطه بین امپراتورها و الوهیت بود. در دوره ای که مدعیان متعددی برای تاج و تخت شاهنشاهی وجود داشت، این فلسفه، مدعیان رقیب را نامشروع کرد و اقتدار کنستانتین را تضمین کرد.
در زمان کنستانتین مسیحیت به دین رسمی امپراتوری روم تبدیل نشد بلکه او با صدور فرمان میلان به مسیحیت وضعیت قانونی اعطا کرد. تبدیل مسیحیت به عنوان دین دولتی روم در زمان امپراتور تئودئوس یکم (زادهٔ ۳۴۷ – درگذشتهٔ ۳۹۵) با صدور فرمان تسالونیکا در سال ۳۸۰، انجام شد. فرمان تسالونیکا اولین فرمانی است که قطعاً ارتدکس کاتولیک را به عنوان دین رسمی جهان روم معرفی می‌کند. این نشان دهنده پایان مناقشه مذهبی قرن چهارم در مورد تثلیث است.

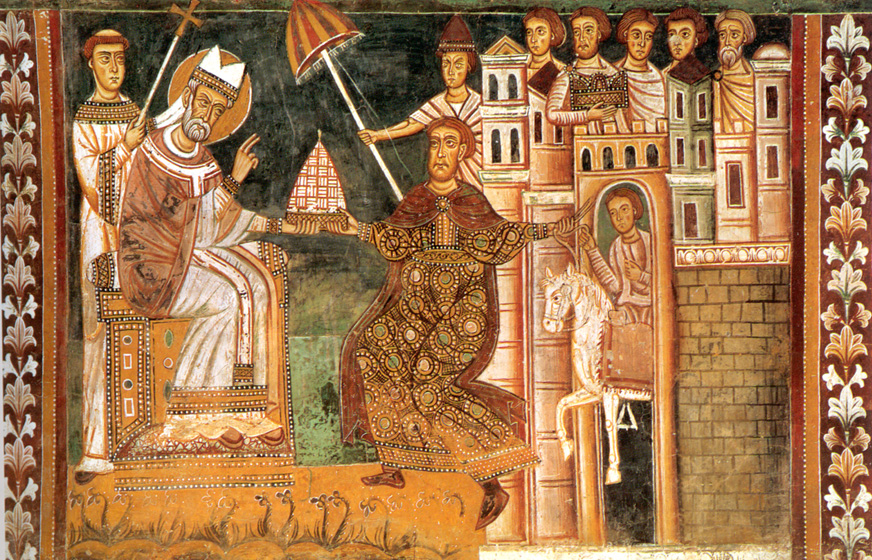
پاپ سیلوستر یکم و امپراتور کنستانتین

کنستانتین احتمالاً عنوان پونتیفکس ماکسیموس (بالاترین منصب دینی در دین رومی) که امپراتوران روم تا زمان گراتیان به عنوان روسای مذهب روم باستان داشتند را حفظ کرد. به گفته نویسندگان مسیحی، کنستانتین بیش از ۴۰ سال داشت که سرانجام خود را مسیحی اعلام کرد و به وضوح نشان داد که موفقیت‌های خود را مدیون حمایت خدای متعال مسیحی است. علیرغم این اعلامیه‌ها مبنی بر مسیحی بودن، او منتظر بود تا در بستر مرگش غسل تعمید داده شود و معتقد بود که غسل تعمید دیرهنگام او را از شر هر گناهی که در مسیر اجرای سیاست‌هایش در زمان امپراتوری مرتکب شده بود رها می‌کند. او از کلیسا حمایت مالی کرد، کلیساهای بسیاری ساخت، به روحانیون امتیازاتی اعطا کرد (مانند معافیت از برخی مالیات‌ها)، مسیحیان را به مقامات عالی ارتقا داد، و اموال مصادره شده در طول دوره طولانی آزار و اذیت را بازگرداند. معروف‌ترین پروژه‌های ساختمانی او شامل کلیسای مقبره مقدس و کلیسای قدیمی سنت پیتر بود.
او در سال ۳۲۱ قانونگذاری کرد که یکشنبه باید روز استراحت همه شهروندان باشد. او در سال ۳۲۳ فرمانی صادر کرد که مسیحیان را از شرکت در قربانی‌های دولتی منع کرد. پس از ناپدید شدن خدایان پیگنیسم از ضرب سکه‌های او، نمادهای مسیحی به عنوان ویژگی‌های سکه‌های کنستانتین ظاهر شد، کای-رو بین دستان او یا روی لاباروم (بیرق جنگی) او، او گروهی از نوکیشان مسیحی را در بسیاری از مناطق امپراتوری خود به مناصب عالی منصوب کرد. خادمان مسیحی از امتیازات ویژه ای برخوردار بودند. او همچنین مزایای بسیاری را به کشیشان پیگن که خادمان مسیحی شدند، تعمیم داد. به عنوان مثال، آنها از امپراتوری حمایت پولی دریافت کردند و مالیات پرداخت نکردند.
رابطه با پیگنیسم
سلطنت کنستانتین را باید در زمینه تعهد شخصی او به مسیحیت تفسیر کرد. با این حال اقدامات و سیاست‌های عمومی او کاملاً بدون ابهام نبود. به عنوان مثال، خدایان پیگن و افسانه‌های آنها برای چند سال با ضرب سکه کنستانتین زنده ماندند، اما به سرعت ناپدید شدند: آخرین آنها، «خورشید تسخیر نشده»، درست بیش از یک دهه پس از شکست ماکسنتیوس از روی سکه حذف شد. کنستانتین هرگز به‌طور مستقیم پیگنیسم را غیرقانونی نکرد. برخی از ابهامات در سیاست‌های عمومی کنستانتین به دلیل احترام به رویه ثابت و دشواری بیان و همچنین ایجاد تغییرات کلی ناگهانی ایجاد شد.
طاق پیروزی طاق کنستانتین در سال ۳۱۵ برای جشن پیروزی او در نبرد پل میلوین ساخته شد که با تصاویر الهه ویکتوریا و قربانی‌هایی برای خدایان پیگنیسم، از جمله آپولون، دیانا و هرکول تزئین شده بود. هیچ گونه تصویری از نمادگرایی مسیحی در طاق کنستانتین وجود ندارد. با این حال، این طاق را مجلس سنای روم سفارش داده بود، بنابراین عدم استفاده از نمادهای مسیحی ممکن است نشان‌دهنده نقش مجلس کوریا در آن زمان به عنوان موضع پیگنیسم باشد.
رابطه با یهودیت
کنستانتین از جدا شدن تاریخ عید پاک از عید پسح یهودی حمایت کرد، که نشان‌دهنده گسست قطعی مسیحیت از سنت یهودی بود. از آن به بعد، گاه‌شماری ژولینی بر گاهشماری عبری در میان کلیساهای مسیحی امپراتوری روم ارجحیت داده شد. کنستانتین قوانین جدیدی در مورد یهودیان وضع کرد. برخی از این قوانین خشن بودند، هر چند از قوانین پیشینیان او خشن‌تر نبودند. گرویدن به یهودیت و حمله به سایر یهودیانی که به مسیحیت گرویده بودند، غیرقانونی اعلام شد. آنها از داشتن بردگان مسیحی یا ختنه کردن (بریت میلا) بردگانشان منع شدند. از سوی دیگر، روحانیون یهودی از معافیت‌های مالیاتی مشابه روحانیون مسیحی برخوردار شدند.
مناقشه آریان

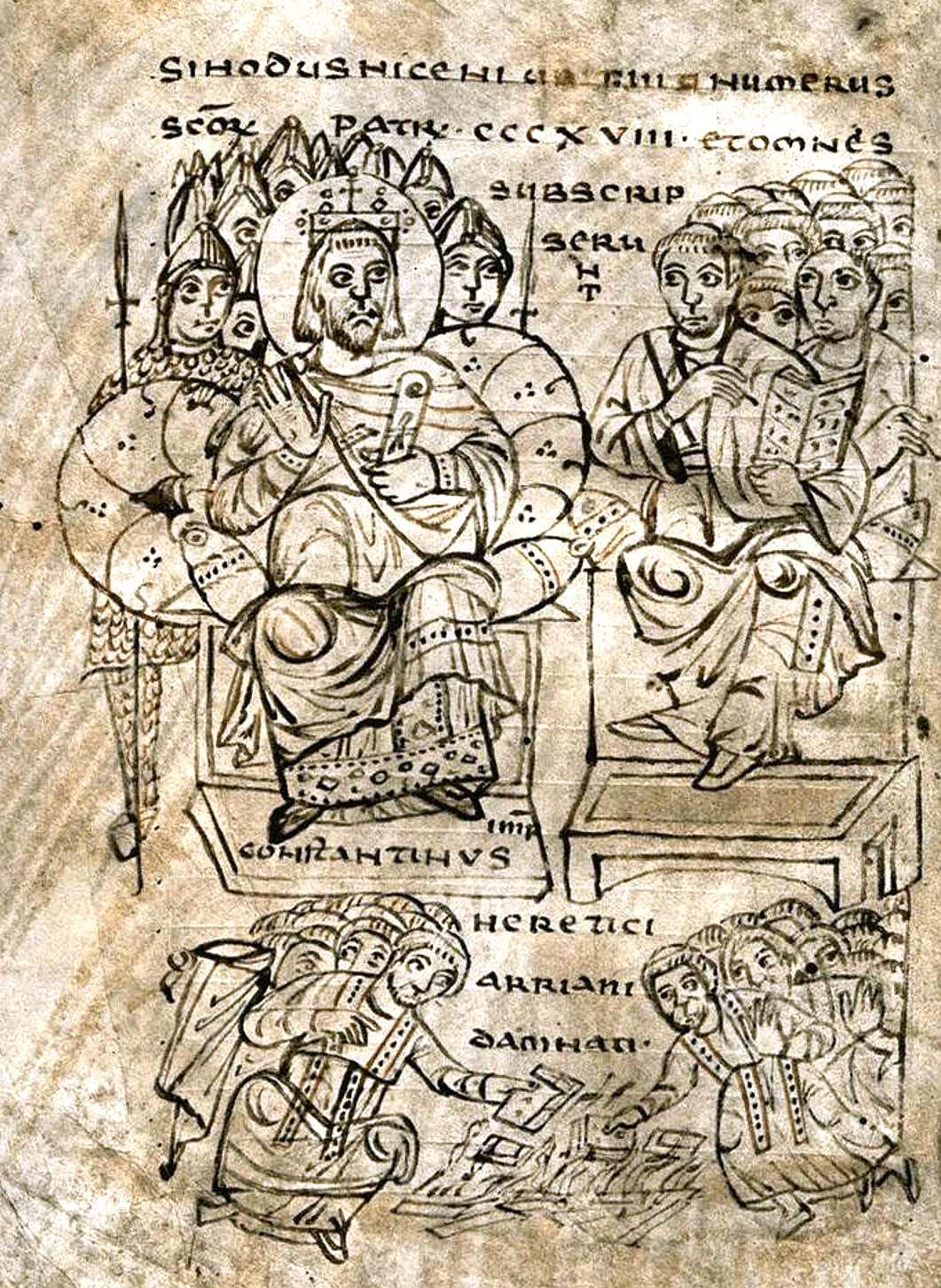
کنستانتین در حال سوزاندن کتاب‌های بدعت‌گذاران آریانیسم، از یک نسخه خطی قرن نهم که اکنون در ورچلی ایتالیا نگهداری می‌شود.

آریانیسم اغلب به عنوان نوعی از الهیات وحدت‌گرایانه در نظر گرفته می‌شود، زیرا بر وحدت خدا به قیمت از دست دادن مفهوم تثلیث تأکید می‌کند، تثلیث این آموزه است که سه شخص متمایز در یک الوهیت متحد هستند. فرض اساسی آریوس (حدود ۲۵۰–۳۳۶) بنیان‌گذار آریانیسم منحصر به فرد بودن خدا بود، که به تنهایی خود موجود است (برای وجودش به چیز دیگری وابسته نیست) و تغییرناپذیر است؛ بنابراین پسری (عیسی) که خود در ابتدا موجود نیست، نمی‌تواند خدای خود موجود و تغییرناپذیر باشد. از آنجا که الوهیت منحصر به فرد است، نمی‌توان آن را به اشتراک گذاشت. بنابر این پدر و پسر از یک ذات نیستند. مخالفان آریانیسم به ویژه اسقف سنت آتاناسیوس (حدود ۲۹۳–۳۷۳)، تعالیم آریوس را بدعت می‌دانستند زیرا پسر خدا را به نیمه خدا تقلیل می‌داد، از آنجایی که آنها حاضر نبودند پرستش پسر را کنار بگذارند، آریانیسم از نظر آنها ترویج شرک بود و مفهوم مسیحی رستگاری را تضعیف می‌کرد، زیرا به عقیده آنها تنها کسی که واقعاً ماهیت خدایی داشته باشد می‌توان تصور کرد که بشریت را با خدا آشتی بدهد. به گفته آتاناسیوس، خدا باید انسان می‌شد تا انسان‌ها الهی شوند.
سلطنت کنستانتین موقعیتی را برای او ایجاد کرد تا نفوذ و اقتدار زیادی در شوراهای اولیه مسیحیت به ویژه در مناقشه آریان داشته باشد. کنستانتین از برهم خوردن ثبات اجتماعی که در اثر منازعات و مناقشات مذهبی به وجود می‌آمد، بیزار بود و ترجیح می‌داد یک ارتدکس ایجاد کند. نفوذ او بر مجالس کلیسا برای اجرای آموزه‌ها، ریشه‌کن کردن بدعت‌ها، و حمایت از وحدت کلیسایی بود و نقش کلیسا تعیین عبادت، آموزه‌ها و عقاید صحیح بود. این مناقشه جامعه مسیحی را به شدت دچار تفرقه کرده بود. امپراتور کنستانتین که مشتاق یک قطعنامه بود، در سال ۳۲۵ تا ۳۳۷، اولین شورای نیقیه برای حل این مناقشه را تشکیل داد و ریاست این شورا را برعهده داشت. این شورا آریوس را عنوان یک بدعت‌گذار محکوم کرد و در خاتمه برای محافظت از عقاید مسیحی «ارتدکس»، اعتقادنامه نیقیه را صادر کرد که بیان می‌کند که پسر («از یک جوهر با پدر») است، بنابراین پسر را، تمام آنچه پدر است و کاملاً الهی اعلام کرد. این شورا تعریفی از رابطه بین خدای پدر و خدای پسر ارائه کرد که امروزه نیز توسط اکثر مسیحیان پذیرفته شده است. کنستانتین در اواخر عمر به آریانیسم متمایل شد و جانشین او کنستانتیوس دوم آشکارا آریان بود.
مقابله با دوناتیسم
پیشینه دوناتیسم به آزار و اذیت دیوکلتیانی در سال ۳۰۳ پس از میلاد، برمی‌گشت. در طول این دوران، بسیاری از مسیحیان هم دینان خود را لو دادند یا با تحویل دادن نسخه‌های کتاب مقدس، خود را به رومیان تحویل دادند. این خائنان به مسیحیت به عنوان «خائن به مذهب» شناخته شدند. در سال ۳۱۱ پس از میلاد کیسیلیانوس به عنوان اسقف کارتاژ معرفی شد. یکی از سه اسقف شرکت‌کننده در این مراسم فلیکس آپتونگا بود که گویا قبلاً نسخه‌هایی از کتاب مقدس را به رومیان تحویل داده بود؛ بنابراین، اسقف فلیکس از دید جناح سخت‌گیر، یک «خائن به مذهب» شمرده می‌شد. گروهی متشکل از حدود هفتاد اسقف، اسقف فلیکس را به دلیل خیانت او برای انجام مراسم کلیسایی مناسب نمی‌دانستند. سر دستهٔ مخالفان دوناتوس مگنوس بود که دوناتیسم از نام او منشأ گرفته است. دوناتوس که شایستگی مذهبی کیسیلیانوس را قبول نداشت به جای او ماژورینوس را اسقف کارتاژ نامید. دوناتیست‌ها معتقد بودند که کشیش‌ها و اسقف‌هایی که زمانی از ایمان مسیحی خارج شده‌اند، نمی‌توانند مجدداً در کلیسا پذیرفته شوند. پس از آن طرفداران کیسیلیانوس از ماژورینوس جدا شدند و کلیسای شمال آفریقا وارد شکاف دینی شد. کنستانتین بزرگ طرف کیسیلیانوس را گرفت. نگرانی اصلی کنستانتین این بود که یک کلیسای تقسیم شده باعث آزار خدای مسیحی شود و بنابراین انتقام الهی را از امپراتوری روم و خود کنستانتین به ارمغان بیاورد. سه شورای منطقه‌ای کلیسایی و یک محاکمه دیگر قبل از کنستانتین همگی علیه دوناتوس و جنبش وی در شمال آفریقا به نام دوناتیسم حکم کردند.
در سال ۳۱۴ شورای آرل اولین نشست نماینده اسقف‌های مسیحی توسط کنستانتین در آرل در درجه اول برای مقابله با مشکل دوناتیست‌ها تشکیل شد. این سینود به این دلیل برگزار شد که دوناتیست‌ها حکم محکومیت را قبول نداشتند. دوناتیست‌ها دوباره در این شورا محکوم شدند اما آنها رأی این شورا را رد کردند و دوباره از کنستانتین درخواست بررسی دادند. در سال ۳۱۷، کنستانتین فرمانی برای مصادره اموال کلیسای دوناتیست‌ها و فرستادن روحانیون دوناتیست به تبعید را صادر کرد.

### اصلاحات اداری

لاباروم (بیرق جنگی) کنستانتین بزرگ

از اواسط قرن سوم، امپراتوران اعضای طبقه سوارکاران را که از نظر اشرافی یک طبقه پایین‌تر از سناتورها به‌شمار می‌آمدند، به طبقه سناتورها ترجیح می‌دادند. سناتورها که تا آن زمان انحصار مهم‌ترین مناصب ایالتی را داشتند، از فرماندهی لژیون‌ها و اکثر فرمانداری‌های استان‌ها محروم شدند، زیرا احساس می‌شد که آنها فاقد آموزش نظامی تخصصی مورد نیاز در عصر نیازهای دفاعی شدید هستند.
در سال ۳۲۶، کنستانتین این گرایش طرفداری از طبقه سوارکاران را معکوس کرد و انتصاب بسیاری از مناصب اداری را تا درجه سناتوری ارتقا داد و بدین ترتیب این مناصب را به روی اشراف قدیمی باز کرد. در همان زمان، او رتبه صاحبان منصبان سوارکاران موجود را به سناتوری ارتقا داد و طبقه سوارکاران را در این فرایند (حداقل به عنوان یک رتبه بوروکراتیک) تنزل داد.
با ترتیبات کنستانتینی جدید، می‌شد با انتخاب شدن به عنوان پرایتور (از مناصب کلانتری روم) یا شایستگی و با انجام وظیفه‌ای از رتبهٔ سناتوری، سناتور شد. از آن زمان به بعد، داشتن قدرت واقعی و موقعیت اجتماعی در یک سلسله مراتب امپراتوری مشترک با هم ترکیب شدند. کنستانتین با این کار حمایت اشراف قدیمی را به دست آورد، کتیبه‌ای به افتخار بخشدار شهر  آلبینوس بیان می‌کند که کنستانتین «اعتبار سنا» که در زمان سزار آن را از دست داده بود، به آن بازگرداند.
سنا به عنوان یک بدنه از هرگونه قدرت قابل توجه بی‌بهره ماند. با این حال، سناتورها که به عنوان دارندگان بالقوه وظایف امپراتوری که در طول قرن سوم به حاشیه رانده شده بودند، اکنون می‌توانستند در کنار بوروکرات‌های تازه‌کار بیشتر فعالیت کنند.

### بازساخت پولی
در قرن سوم، انتشار پول بدون پشتوانه برای پرداخت هزینه‌های عمومی منجر به تورم سرسام‌آور در بحران قرن سوم شد، و دیوکلتیان تلاشی ناموفق داشت تا ضرب سکه‌های نقره و بیلون نقره-برنز را مجدداً برقرار کند. پول نقره از نظر محتوای فلز واقعی آن بیش از حد ارزش‌گذاری شده بود و بنابراین فقط می‌توانست با نرخ‌های بسیار کاهش یافته در گردش باشد. کنستانتین به زودی پس از سال ۳۰۵ ضرب سکهٔ آرژانتیوس نقره «خالص» دیوکلتیان را متوقف کرد، در حالی که استفاده از سکه آلیاژ بیلون تا دهه ۳۶۰ ادامه یافت. از اوایل دهه ۳۰۰ به بعد، کنستانتین از هرگونه تلاش برای بازگرداندن جایگاه پول نقره چشم‌پوشی کرد و ترجیح داد به جای آن بر ضرب مقادیر زیادی سکه طلا به نام سولیدوس تمرکز کند که ۷۲ تای آن یک پوند (یکای جرم) (۴۵۳ گرم) طلا بود. ضرب سکهٔ نقره جدید و بسیار ضعیف در دورهٔ بعدی سلطنت او و پس از مرگ او در روند مستمر تعرفه‌گذاری ادامه یافت تا اینکه این نوع ضرب سکه در سال ۳۶۷ متوقف شد و قطعه نقره با عیارهای مختلف سکه‌های برنز که مهم‌ترین آنها سنتونالیس بود، ادامه پیدا کرد. ارزش این سکه‌های برنز همچنان کاهش می‌یافت و اطمینان و امنیت مالی نگهداری از سکه‌های طلا را افزایش می‌داد. نویسنده کتاب در مورد چیزهای جنگ معتقد است که شکاف بین طبقات به دلیل این سیاست پولی افزایش یافت. ثروتمندان از ثبات ارزش قدرت خرید قطعه طلا سود می‌بردند، در حالی که فقرا مجبور بودند با قطعات برنزی که همیشه ارزش آن در حال تنزل بود کنار بیایند.
سیاست‌های پولی کنستانتین ارتباط نزدیکی با سیاست‌های مذهبی او داشت. افزایش ضرب سکه با مصادره تمام مجسمه‌های طلا، نقره و برنز از معابد پیگنیسم بین سال‌های ۳۳۱ و ۳۳۶ که به عنوان اموال امپراتوری اعلام شده بودند همراه بود. دو مأمور امپراتوری برای هر استان وظیفه داشتند مجسمه‌ها را به دست آورند و آنها را برای ضرب فوری ذوب کنند، به استثنای تعدادی مجسمه برنزی که به عنوان آثار عمومی در قسطنطنیه استفاده می‌شد.

### اعدام کریسپوس و فائوستا
کنستانتین دو همسر داشت: مینروینا که اولین پسرش را به نام کریسپوس به دنیا آورد و فائوستا، دختر امپراتور قبلی غرب ماکسیمیان و خواهر ماکسنتیوس رقبای سیاسی کنستانتین که هر دو به وسیله او به قتل رسیدند. فائوستا سه پسر به دنیا آورد که امپراتوران کنستانتین دوم، امپراتور روم، کنستانتیوس دوم و کنستانس یکم بودند.
بین ۱۵ مه و ۱۷ ژوئن ۳۲۶، کنستانتین پسر ارشدش کریسپوس را دستگیر کرد و با «سم سرد» در پولا، کرواسی) اعدام کرد. در ماه ژوئیه همان سال، او همسرش ملکه فائوستا (نامادری کریسپوس) را در حمام داغ کشت. نام آنها از روی بسیاری از کتیبه‌ها پاک شد، اشاره به زندگی آنها از اسناد ادبی حذف شد و به این ترتیب یاد کردن از آنها منع انجام شد. برای مثال، یوسبیوس هر گونه ستایش از کریسپوس را از نسخه‌های بعدی تاریخ کلیسا (یوسبیوس) حذف کرد و ویتا کنستانتینی او نیز هیچ اشاره ای به فائوستا یا کریسپوس ندارد. تعداد کمی از منابع باستانی مایل به بحث در مورد انگیزه‌های احتمالی این رویدادها هستند و تعداد معدودی که منشأ متأخر دارند نیز عموماً غیرقابل اعتماد هستند. در زمان اعدام‌ها، عموماً این باور وجود داشت که امپراتریس فائوستا یا در رابطه نامشروع با کریسپوس بوده یا شایعاتی در این زمینه منتشر می‌کند. با مطرح شدن این احتمال که کنستانتین کریسپوس و فائوستا را به خاطر زنا کشته است، افسانه‌ای رایج بین مردم به وجود آمد که در آن ماجرای قتل این نامادری و پسر همسرش برای منطبق شدن به افسانه هیپولوتس-فدرا اصلاح شده بود. «شور آرتمیوس» عمدتاً تخیلی است و به صراحت بین این ماجرا و افسانهٔ
قبل از آن ارتباط ایجاد کرده است. این افسانه بر شواهد اندکی به عنوان تفسیری از اعدام‌ها تکیه دارد و فقط منابع متأخر و نامعتبر به رابطهٔ بین کریسپوس و فائوستا اشاره می‌کنند.
اگرچه کنستانتین وارثان بلافصل خود را «سزار» می‌نامید و به وارث بلافصل خود شخصیتی موروثی داد که با حکومت چهارسالاری بیگانه بود: سزارهای کنستانتین باید به امید صعود به امپراتوری پرورش داده و نگهداری می‌شدند و کاملاً تابع آگوستوس خود بودند. تا زمانی که او زنده بود. آدریان گلدزورثی حدس می‌زند که توضیح دیگر برای اعدام کریسپوس، تمایل کنستانتین به تسلط قوی بر وارثان احتمالی‌اش بود، این موضوع — و تمایل فائوستا برای ارث بردن پسرانش به جای برادر ارشد ناتنی‌شان — دلیل کافی برای کشتن کریسپوس بود؛ با این حال، اعدام بعدی فائوستا احتمالاً به عنوان گوشزد به فرزندانش بود که کنستانتین «در کشتن بستگان خود در زمانی که احساس کند، لازم است» تردید نخواهد کرد.

### لشکرکشی‌های بعدی

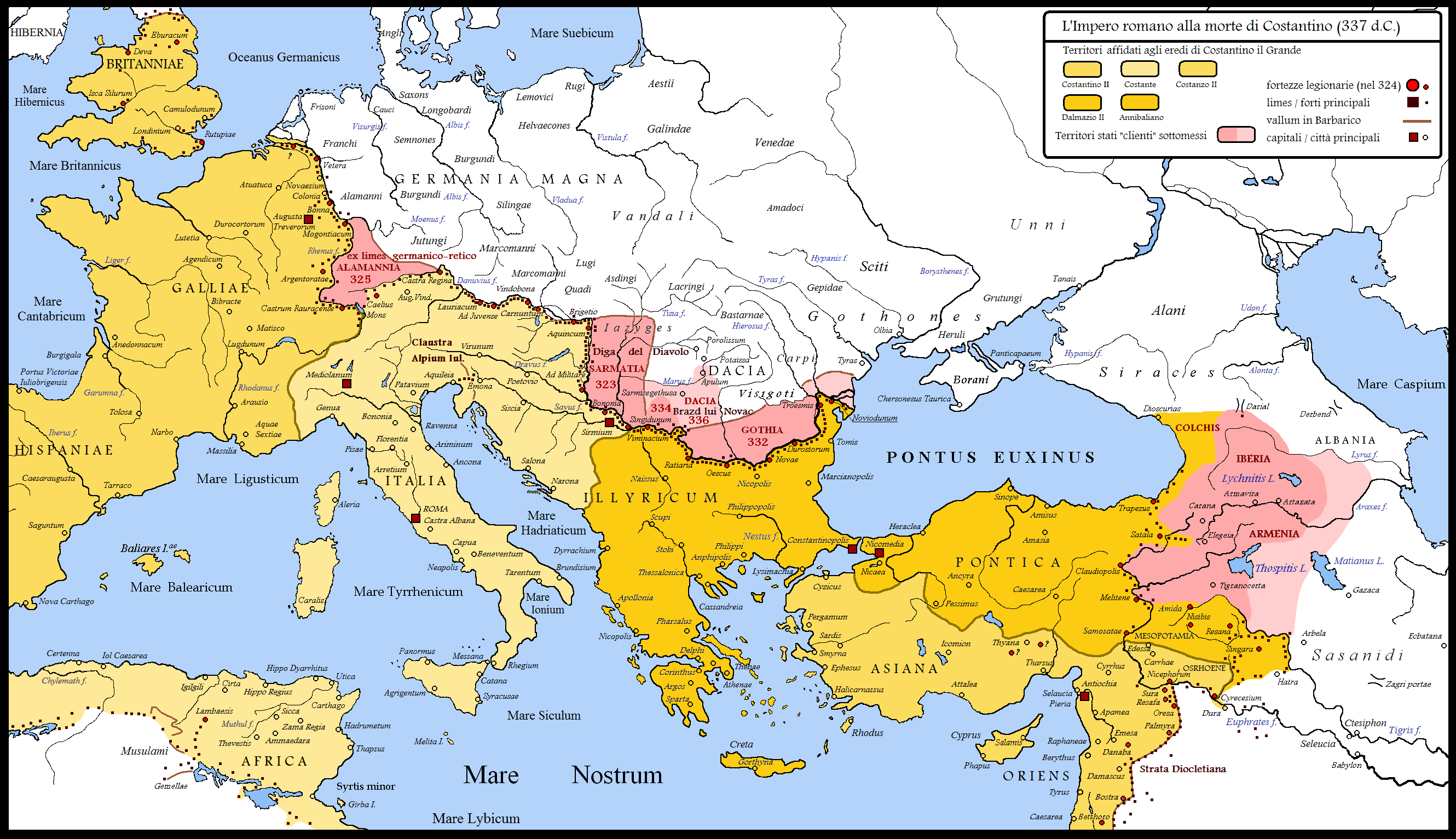
مرزهای شمالی و شرقی امپراتوری روم در زمان کنستانتین، با مناطق قرمز رنگی که در طول سی سال لشکرکشی در زمان سلطنت کنستانتین بین ۳۰۶ و ۳۳۷ به دست آمد.

کنستانتین قسطنطنیه را پایتخت و اقامتگاه دائمی خود می‌دانست و بخش زیادی از عمر خود را در آنجا سپری کرد. در سال ۳۲۸ ساخت و ساز بر روی پل کنستانتین در سوسیداوا، (امروزه تیسمانا در رومانی) به امید تسخیر مجدد داکیه (استان روم) تکمیل شد، این استانی بود که در زمان اورلیان رها شده بود. در اواخر زمستان ۳۳۲، کنستانتین با سارمات‌ها علیه گوت‌ها (نواحی بالکان و اطراف رود دانوب) لشکرکشی کرد. طبق گزارش‌ها، وضع آب و هوا و کمبود غذا موجب تسلیم گوت‌ها به روم شد. در سال ۳۳۴، پس از اینکه عوام سارماتی رهبران خود را سرنگون کردند، کنستانتین یک لشکرکشی را علیه این قبیله رهبری کرد. او در جنگ پیروز شد و کنترل خود را بر منطقه سارمات‌ها (امروزه جنوب روسیه و اوکراین) گسترش داد. کنستانتین برخی از تبعیدیان سارماتی را به عنوان کشاورز در نواحی ایلیاتی و رومی اسکان داد و بقیه را به ارتش به کار واداشت. مرز جدید در داکیه در امتداد دیوار کنستانتین بود که توسط کاستروم (اردوگاه نظامی رومی) جدید پشتیبانی می‌شد. کنستانتین در سال ۳۳۶ عنوان داسیکوس ماکسیموس به معنی پیروز بزرگ داسیان را دریافت کرد.
کنستانتین در آخرین سال‌های زندگی خود برنامه‌هایی برای لشکرکشی به شاهنشاهی ساسانی ترتیب داد. در نامه‌ای به شاه ساسانی، شاپور دوم کنستانتین حمایت خود را از اتباع مسیحی ایران ابراز کرده بود و شاپور را ترغیب کرده بود که با آنها به خوبی رفتار کند. نامه بدون تاریخ است. در پاسخ به حملات مرزی، کنستانتین، در سال ۳۳۵ پسرش کنستانتیوس دوم را برای محافظت از مرزهای شرقی فرستاد. در سال ۳۳۶، «شاهزاده نرسه» به ارمنستان (پادشاهی مسیحی از سال ۳۰۱) حمله کرد و یک دست نشاندهٔ ایرانی، خسرو سوم ارمنستان را بر تخت نشاند. سپس کنستانتین تصمیم گرفت تا علیه امپراتوری ساسانی لشکرکشی کند. او با جنگ به عنوان یک جنگ صلیبی مسیحی برخورد کرد و از اسقف‌ها خواست تا ارتش را همراهی کنند و خیمه‌ای به شکل کلیسا برای همراهی او در همه جا راه‌اندازی کرد. کنستانتین قصد داشت در رود اردن قبل از رسیدن به مرز امپراتوری ساسانی غسل تعمید کند. دیپلمات‌های ایرانی در زمستان ۳۳۶–۳۳۷ به قسطنطنیه آمدند و به دنبال صلح بودند، اما کنستانتین آنها را رد کرد. با این حال، زمانی که کنستانتین در بهار ۳۳۷ بیمار شد، این لشکرکشی لغو شد.

### بیماری و مرگ
کنستانتین با توجه به بیماری‌اش خود می‌دانست که مرگش به زودی فرا خواهد رسید. او در کلیسای حواریون مقدس در قسطنطنیه مخفیانه آرامگاهی را برای خود آماده کرده بود. کنستانتین آرزومند بود که در رود اردن، جایی که نوشته شده بود مسیح تعمید یافته است، تعمید یابد اما فرصت برای انجام این آرزو نیافت. زیرا مرگ، زودتر انتظارش فرارسید. اندکی پس از عید پاک ۳۳۷، کنستانتین به شدت بیمار شد. کنستانتین اسقف آریانی شهر نیکومدیا، یوسبیوس نیکومدیا، اسقف شهری که در حال مرگ در آن دراز کشیده بود، را به عنوان تعمید دهنده‌اش برگزید. او در به تعویق انداختن غسل تعمید خود، از یک رسم در آن زمان پیروی کرد که غسل تعمید را تا زمانی که امکان داشت به تعویق می‌انداختند. تصور می‌شود که کنستانتین تا این زمان، تعمید را به تعویق انداخته بود تا قبل از مرگ در حد امکان از گناهان خود پاک شود. کنستانتین بلافاصله پس از آن در آخرین روز از جشنواره عید پنجاهه، در ۲۲ مه ۳۳۷ درگذشت.
اگرچه مرگ کنستانتین در روایت یوسبیوس در زندگینامه کنستانتین یا ویتای یوسبیوس به دنبال پایان لشکرکشی ایرانیان گزارش شده است، اما بیشتر منابع دیگر مرگ او را در اواسط آن گزارش می‌دهند. امپراتور ژولیان (برادرزاده کنستانتین) در اواسط دهه ۳۵۰ می‌نویسد، «ساسانیان از مجازات اعمال بد خود در امان ماندند، زیرا کنستانتین در میانه تدارکات خود برای جنگ درگذشت.» بر پایه برخی گزارش‌های دیگر نیز به نظر می‌رسد که ویتای یوسبیوس برای دفاع از شهرت کنستانتین، یوسبیوس مطلبی را نوشته است که آن را بیشتر مناسب یک قهرمان کارزار می‌دیده است.
در کتاب آیین تشریفات در دربار نوشته کنستانتین هفتم (حکومت ۹۵۹–۹۱۳)، ذکر شده که پس از مرگ، جسد او به قسطنطنیه منتقل و در کلیسای رسولان مقدس در یک تابوت سنگ سماق به خاک سپرد. تابوت و جسد او از غارت شهر در طول جنگ صلیبی چهارم جان سالم به در برد اما در سال ۱۲۰۴، در مقطعی پس از آن ویران شد. سه پسرش که از فائوستا متولد شده بودند، کنستانتین دوم، امپراتور روم، کنستانتیوس دوم و کنستانس یکم بودند. تعدادی از بستگان او توسط پیروان پسرش کنستانتیوس دوم، به ویژه برادرزاده‌های کنستانتین، دالماتیوس (که دارای درجه سزار بود) و هانیبالیانوس کشته شدند، احتمالاً این قتل‌ها برای از بین بردن رقبای احتمالی جانشینی بود. او همچنین دو دختر به نام کنستانتینا و هلنا، همسر امپراتور ژولیان داشت.

## میراث
کنستانتین دوباره امپراتوری روم را تحت فرمان یک امپراتور متحد کرد و پیروزی‌های بزرگی بر فرانک‌ها و آلامان‌ها در ۳۰۶–۳۰۸، دوباره فرانک‌ها در ۳۱۳–۳۱۴، گوت‌ها در سال ۳۳۲ و سارماتی‌ها در سال ۳۳۴ به دست آورد. در سال ۳۳۶، او بیشتر مناطق از دست رفته روم را دوباره اشغال کرد؛ مانند ایالت داکیا که اورلیان (حکومت ۲۷۰ – ۲۷۵) در سال ۲۷۱ مجبور به ترک آن شده بود. در زمان مرگش، او در حال برنامه‌ریزی یک لشکرکشی بزرگ برای پایان دادن به حملات امپراتوری ساسانی به استان‌های شرقی بود. پس از آن که کنستانتین بزرگ در ۳۳۷ درگذشت، کنستانتین دوم (ح ۳۳۷ تا ۳۴۰) دو برادرانش کنستانتیوس دوم (ح ۳۳۷ تا ۳۶۱) و کنستانس یکم (ح ۳۳۷ تا ۳۵۰) هریک با کسب عنوان آگوستوس به تقسیم امپراتوری بین خود پرداختند و کنستانتین دوم فرمانروای بریتانیا، گل و اسپانیا شد.
در حوزه فرهنگی، کنستانتین مدل صورت تراشیده و بدون ریش امپراتوران قبلی را احیا کرد که ابتدا توسط شیپیو آفریکانوس (۲۳۶–۱۸۳ قبل از میلاد) در میان رومیان معرفی شده بود، و سپس به ریش گذاشتن توسط هادریان (ح ۱۳۸–۱۱۷) تغییر پیدا کرده بود. این مد جدید بدون ریش امپراتوران رومی تا زمان سلطنت فوکاس (ح ۶۰۲–۶۱۰) در قرن هفتم ادامه داشت.
امپراتوری مقدس روم کنستانتین را در زمرهٔ شخصیت‌های ارجمند سنت خود قرار داد. در دولت بعدی بیزانس، برای یک امپراتور افتخار بزرگی بود که به عنوان «کنستانتین جدید» مورد ستایش قرار گیرد. ده امپراتور، از جمله آخرین امپراتور امپراتوری روم شرقی، این نام را یدک می‌کشیدند. شارلمانی در فرانسه، از اشکال یادبود کنستانتینی در دربار خود استفاده می‌کرد تا نشان دهد که او جانشین و برابر با کنستانتین است. شارلمانی، هنری هشتم در انگلستان، فلیپه دوم در اسپانیا، گادفری بوین از رهبران جنگ‌های صلیبی، خاندان کاپت در فرانسه، دودمان هابسبورگ در سوئیس و آلمان، دودمان استوارت در اسکاتلند، دودمان مقدونیه‌ای در بیزانس و خاندان فوکاس (امپراتور بیزانس) ادعا می‌کردند که از کنستانتین تبار دارند. جفری مانموث داستانی ساخت که پادشاه افسانه‌ای بریتانیا، شاه آرتور، نیز از نوادگان کنستانتین معرفی شده است.
فرودگاه کنستانتین بزرگ در نیش به افتخار او نامگذاری شده است. قرار بود صلیب بزرگی بر روی تپه‌ای مشرف به شهر نیش ساخته شود، اما این پروژه لغو شد. در سال ۲۰۱۲، بنای یادبودی به افتخار او در نیش برای بزرگداشت فرمان میلان در سال ۲۰۱۳ برگزار شد.کلیسای ارتدکس، کنستانتین را یک قدیس (سنت کنستانتین) می‌داند و در ۲۱ مه روز جشنی ویژه در ارتباط با او دارد و او را همتای حواریون (رسولان) می‌نامد.

### تاریخ‌نگاری

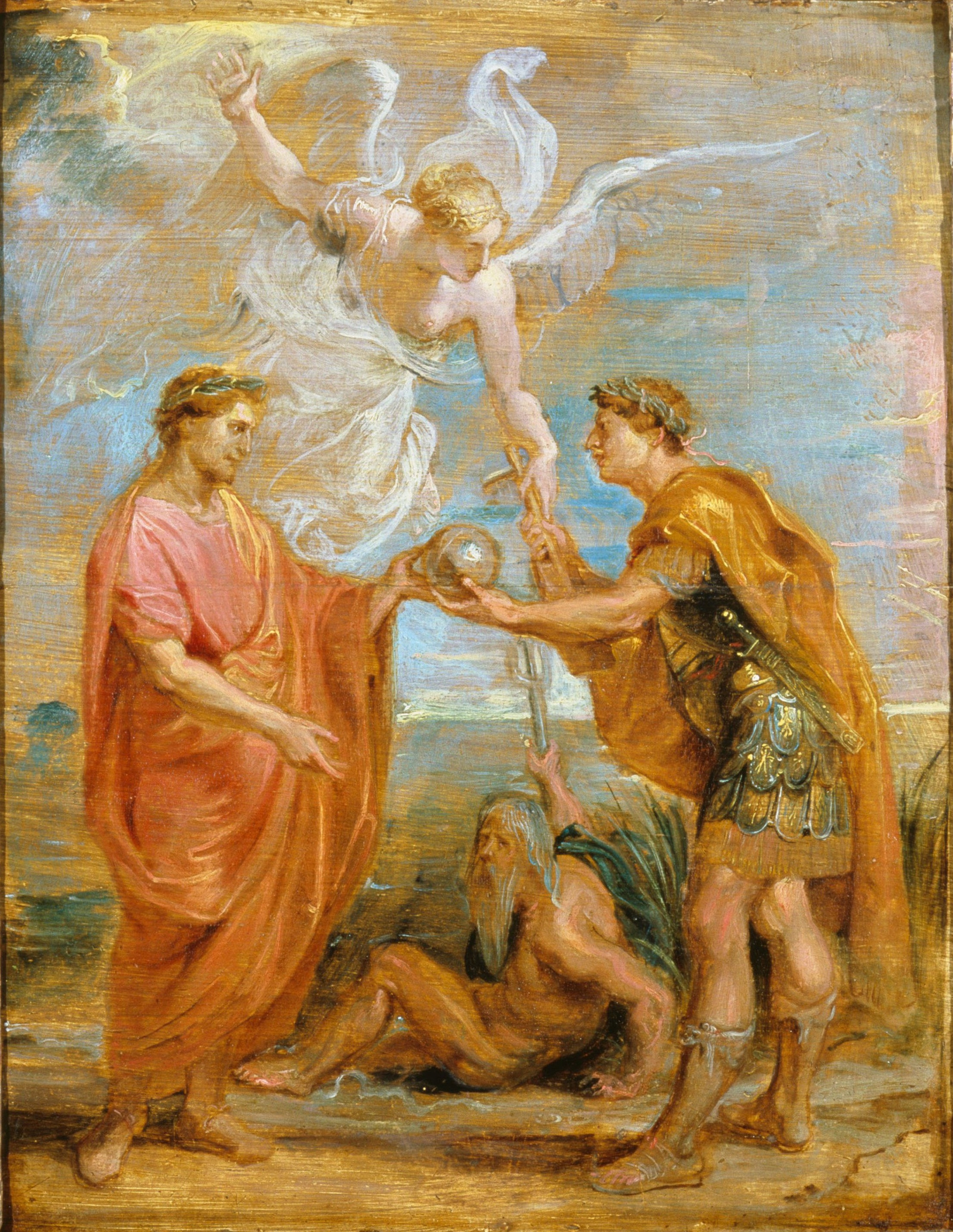
کنستانتیوس کلوروس پسرش، کنستانتین را به عنوان جانشین خود منصوب می‌کند. توسط پیتر پل روبنس، ۱۶۲۲

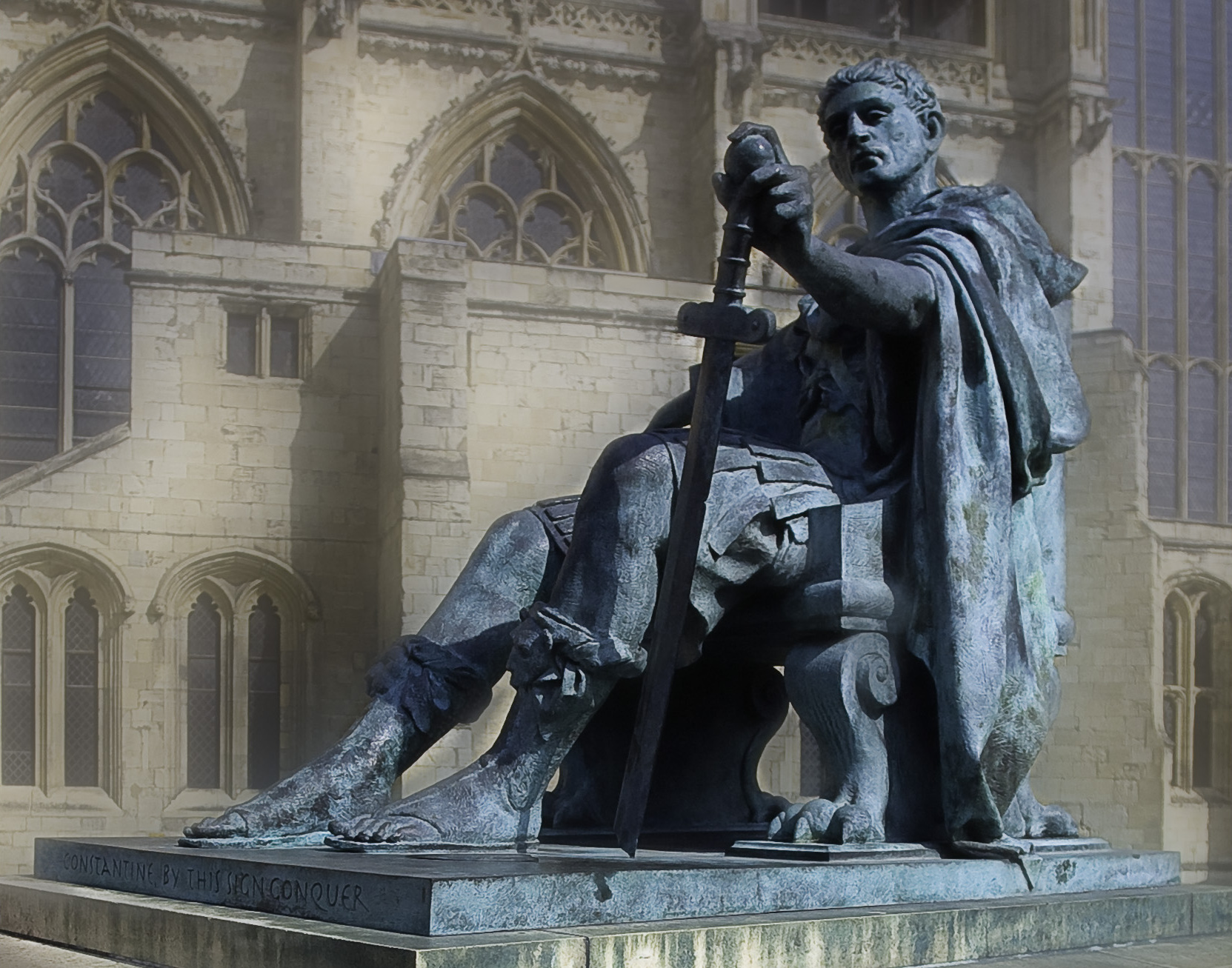
کنستانتین بزرگ اثر فیلیپ جکسون، مجسمه‌ای که در یورک در سال ۱۹۹۸، رونمایی شد.

در طول زندگی کنستانتین، پراکساگوراس آتنی و لبیانیوس، نویسندگان پیگن، کنستانتین را ستایش کردند و او را به عنوان نمونه‌ای از فضیلت معرفی کردند. با این حال، برادرزاده و داماد او، امپراتور ژولیان مرتد، پس از مرگ آخرین پسرش، سمپوزیوم طنز یا ساتورنالیا را در سال ۳۶۱ نوشت. او کنستانتین را تحقیر کرد و او را از امپراتوران بزرگ پیگن فروتر خواند که به تجمل و طمع تسلیم شده است. پس از ژولیان، یوناپیوس انتقاد را شروع کرد – و زوسیموس یک سنت تاریخ‌نگاری را ادامه داد که کنستانتین را به خاطر تضعیف امپراتوری از طریق زیاده‌خواهی او نسبت به مسیحیان سرزنش می‌کرد.
در طول قرون وسطی، نویسندگان بیزانسی اروپایی و خاور نزدیک، کنستانتین را به عنوان یک حاکم آرمانی معرفی کردند، معیاری که هر پادشاه یا امپراتوری را می‌توان با آن سنجید. در رنسانس کشف مجدد منابع ضد قسطنطنیه باعث ارزیابی مجدد رهبری او شد. اومانیست آلمانی یوهانس لونکلاویوس نوشته‌های زوسیموس را کشف کرد و ترجمه لاتینی آن را در سال ۱۵۷۶ منتشر کرد. او در مقدمه آن استدلال می‌کند که تصویر زوسیموس از کنستانتین دیدگاه متعادل‌تری نسبت به یوسبیوس و مورخان کلیسا ارائه می‌دهد. کاردینال سزار بارونیوس از زوسیموس انتقاد کرد و از روایت یوسبیوس از دوران کنستانتین بزرگ حمایت کرد. بارونیوس زندگی کنستانتین (۱۵۸۸) را به عنوان الگوی یک شاهزاده مسیحی معرفی می‌کند. ادوارد گیبون در اثر خود به نام تاریخ زوال و سقوط امپراتوری روم (۱۷۷۶–۸۹) با تقابل پرتره‌های ارائه شده توسط یوسبیوس و زوسیموس،او را یک قهرمان جنگی نجیب معرفی می‌کند که در دوران پیری خود به یک حاکم مستبد شرقی و «به یک پادشاه ظالم و منحرف تبدیل می‌شود».
تفسیرهای مدرن از حکومت کنستانتین با یاکوب بورکهارت و اثرش به نام عصر کنستانتین بزرگ (۱۸۵۳، ۱۸۸۰) آغاز می‌شود. کنستانتینِ بورکهارت یک سکولاریست مکار است، سیاستمداری که همهٔ احزاب را در تلاش برای تضمین قدرت خود دستمایه قرار می‌دهد. هنری گرگوار ارزیابی بورکهارت از کنستانتین را در دههٔ ۱۹۳۰ دنبال کرد، و نشان داد که کنستانتین تنها پس از مشاهده سودمندی سیاسی مسیحیت به این دین علاقه‌مند شد. گرگوآر نسبت به صحت «ویتای یوسبیوس» (زندگینامه کنستانتین) بدبین بود.
اوتو سیک در کتاب تاریخ سقوط جهان باستان (۱۹۲۰–۱۹۲۳) و آندره پیگانیول در کتاب امپراتور کنستانتین (۱۹۳۲) برخلاف این سنت تاریخ‌نگاری هستند. سیک کنستانتین را به عنوان یک قهرمان جنگی صادق معرفی می‌کند که ابهاماتش محصول ناهماهنگی ساده‌لوحانهٔ خودش بود. کنستانتینِ پیگانیول یک موحد فلسفی است، فرزندی از تلفیق مذهبی عصر خود. تاریخ‌های مرتبط توسط آرنولد هیو مارتین جونز (کنستانتین و تبدیل اروپا، ۱۹۴۹) و رامسی مک مولن (کنستانتین، ۱۹۶۹) پرتره‌هایی از کنستانتین کمتر رؤیایی و تکان‌دهنده‌تر ارائه می‌دهد.
گزارش‌های بعدی تمایل بیشتری به معرفی کنستانتین به عنوان یک گرویده واقعی به مسیحیت داشتند. نورمن اچ. بینس یک سنت تاریخ‌نگاری را با کنستانتین کبیر و کلیسای مسیحی (۱۹۲۹) آغاز کرد که کنستانتین را به عنوان یک مسیحی متعهد معرفی می‌کند، که این تجسم توسط آندریاس آلفولدی، تبدیل کنستانتین و روم پیگنیسم (۱۹۴۸) و تیموتی بارنز تقویت شد و کنستانتین و یوسبیوس (۱۹۸۱) اثر نقطه اوج این روند است. کنستانتینِ بارنز تغییری اساسی را تجربه کرد که تصویر کنستانتین را به یک جنگ صلیبی شخصی سوق داد تا امپراتوری خود را تغییر دهد. کنستانتین و امپراتوری مسیحی اثر چارلز ماتسون اودال (۲۰۰۴) تقریباً همین روش را اتخاذ کرده است.
علیرغم کار تیموتی بارنز، بحث بر سر قدرت و عمق تغییر دینی کنستانتین ادامه دارد. موضوع‌های خاصی در این مکتب به افراط‌های جدیدی در کتاب مسیحیت کنستانتین بزرگ (۱۹۹۶) اثر «تی جی الیوت» رسید، که کنستانتین را به عنوان یک مسیحی متعهد از دوران کودکی معرفی می‌کند. اثر پل وین در سال ۲۰۰۷ وقتی دنیای ما مسیحی شد دیدگاه مشابهی دارد که در مورد منشأ انگیزه مسیحی کنستانتین گمانه‌زنی نمی‌کند، اما او را به عنوان یک انقلابی مذهبی معرفی می‌کند که مشتاقانه معتقد بود که قرار است «نقشی مشیت‌آفرین در اقتصاد هزارهٔ نجات بشریت ایفا کند.».

### اهدای کنستانتین
کاتولیک‌های مسیحی این واقعیت را نامناسب می‌دانستند که کنستانتین فقط در بستر مرگ توسط یک اسقف غیرمتعارف آریانیسم غسل تعمید داده شده باشد؛ بنابراین در اوایل قرن چهارم افسانه‌ای پدیدار شد که پاپ سیلوستر یکم (درگذشت ۳۱ دسامبر ۳۳۵ میلادی) کنستانتین را از جذام شفا داد. طبق این افسانه، کنستانتین توسط او غسل تعمید داده شد و ساخت کلیسایی را در بازیلیکای سنت جان لاتران آغاز کرد. موضوع سند اهدای کنستانتین به احتمال زیاد در زمان پاپ استفان دوم در قرن هشتم پدید آمده است، که بر طبق آن کنستانتین تازه مسیحی شده «شهر رُم و تمام استان‌ها، ناحیه‌ها و شهرهای ایتالیا و نواحی غربی» را به سیلوستر یکم و جانشینان او اهدا می‌کند. در قرون وسطای میانه، این سند به عنوان مبنای قدرت دنیوی سریر مقدس مورد استفاده قرار گرفت، اگرچه توسط امپراتور اتوی سوم به عنوان داستانی جعلی محکوم شد. سرانجام در سال ۱۴۴۰ لغت‌شناس و کشیش کاتولیک لورنزو والا ثابت کرد که این سند واقعاً جعلی بوده است.

### تاریخچه پادشاهان بریتانیا جفری مونموث
در طول دوره قرون وسطی، بریتون‌های سلتی (بریتانیایی‌ها)، کنستانتین را به عنوان پادشاه مردم خود می‌دانستند، به ویژه او را با سگانتیوم در پادشاهی گوینز مرتبط می‌کردند. همچنین آنان توسط اطلاعات نادرست و ارتباط ساختگی خاندان کنستانتین از طریق یک همسر فرضی برای ماگنوس ماکسیموس (نام پدر کنستانتین با این امپراتور یکسان دانسته شده است) به نام الن، به اشتباه انداخته شده بودند. در قرن دوازدهم هنری هانتینگدون بخشی در تاریخ آنگلوروم خود آورده است که مادر امپراتور کنستانتین یک بریتانیایی است و او را دختر کوئل هن پادشاه کولچستر معرفی کرده است. جفری مانموث این روایت خیالی را در داستان بسیار تخیلی‌تر خود در تاریخچه پادشاهان بریتانیا گسترش داده است. به گفته جفری، زمانی که کنستانتیوس از شهر تروآ به بریتانیا آمد، کوئل هن پادشاه بریتانیا بود. در این داستان از آنجائیکه کوئل هن از رومیان می‌ترسید به شرط اینکه بتواند سلطنت خود را حفظ کند، تسلیم قوانین روم می‌شود اما تنها یک ماه بعد می‌میرد و کنستانتیوس خودش به جای او تاج و تخت بریتانیای روم را در دست می‌گیرد و با دختر کوئل هن سنت الن ازدواج می‌کند. آنها پسری به نام «کنستانتین» دارند که قبل از اینکه امپراتور روم شود، جانشین پدرش به عنوان پادشاه بریتانیا می‌شود. از نظر تاریخی، این رشته از رویدادها بسیار غیرمحتمل است. کنستانسیوس در زمان عزیمت به بریتانیای روم، مادر کنستانتین، سنت هلنا را ترک کرده بود. علاوه بر این، هیچ منبع قبلی ذکر نکرده است که هلنا در بریتانیا متولد شده است، چه رسد به اینکه او یک شاهزاده خانم بریتانیایی به نام «الن» بوده است. منبع هنری برای داستان ناشناخته است، اگرچه ممکن است این یک تصویر مقدس از هلنا باشد.
|                                  |                                  |                                  |                                  |                                  |                                  |  |  |                               |                               |                               |                               |                               |                               |  |  |                                                |                                                |                                                |                                                |                                                |                                                |  |  |                                   |                                   |                                   |                                   |                                   |                                   |  |  | دیوکلتیان ۲۴۴–۳۱۱ ح. ۲۸۴–۳۰۵   |                                |                                |                                |                                |                                |  |  |                              |                              |                              |                              |                              |                              |  |  |                            |                            |                            |                            |                            |                            |  |  |                                    |                                    |                                    |                                    |                                    |                                    |  |  |  |  |  |  |  |  |
|                                  |                                  |                                  |                                  |                                  |                                  |  |  |                               |                               |                               |                               |                               |                               |  |  |                                                |                                                |                                                |                                                |                                                |                                                |  |  |                                   |                                   |                                   |                                   |                                   |                                   |  |  |                                |                                |                                |                                |                                |                                |  |  |                              |                              |                              |                              |                              |                              |  |  |                            |                            |                            |                            |                            |                            |  |  |                                    |                                    |                                    |                                    |                                    |                                    |  |  |  |  |  |  |  |  |
|                                  |                                  |                                  |                                  |                                  |                                  |  |  |                               |                               |                               |                               |                               |                               |  |  |                                                |                                                |                                                |                                                |                                                |                                                |  |  |                                   |                                   |                                   |                                   |                                   |                                   |  |  |                                |                                |                                |                                |                                |                                |  |  |                              |                              |                              |                              |                              |                              |  |  |                            |                            |                            |                            |                            |                            |  |  |                                    |                                    |                                    |                                    |                                    |                                    |  |  |  |  |  |  |  |  |
| فلاویوس والریوس سوروس ح. ۳۰۶–۳۰۷ | فلاویوس والریوس سوروس ح. ۳۰۶–۳۰۷ | فلاویوس والریوس سوروس ح. ۳۰۶–۳۰۷ | فلاویوس والریوس سوروس ح. ۳۰۶–۳۰۷ | فلاویوس والریوس سوروس ح. ۳۰۶–۳۰۷ | فلاویوس والریوس سوروس ح. ۳۰۶–۳۰۷ |  |  | هانیبالیانوس                  | هانیبالیانوس                  | هانیبالیانوس                  | هانیبالیانوس                  | هانیبالیانوس                  | هانیبالیانوس                  |  |  | اوتروپیا مرگ. ۳۲۵                              | اوتروپیا مرگ. ۳۲۵                              | اوتروپیا مرگ. ۳۲۵                              | اوتروپیا مرگ. ۳۲۵                              | اوتروپیا مرگ. ۳۲۵                              | اوتروپیا مرگ. ۳۲۵                              |  |  | ماکسیمیان ۲۵۰–۳۱۰ ح. ۲۸۶–۳۰۵      | ماکسیمیان ۲۵۰–۳۱۰ ح. ۲۸۶–۳۰۵      | ماکسیمیان ۲۵۰–۳۱۰ ح. ۲۸۶–۳۰۵      | ماکسیمیان ۲۵۰–۳۱۰ ح. ۲۸۶–۳۰۵      | ماکسیمیان ۲۵۰–۳۱۰ ح. ۲۸۶–۳۰۵      | ماکسیمیان ۲۵۰–۳۱۰ ح. ۲۸۶–۳۰۵      |  |  | گالریا والریا                  | گالریا والریا                  | گالریا والریا                  | گالریا والریا                  | گالریا والریا                  | گالریا والریا                  |  |  |                              |                              |                              |                              |                              |                              |  |  | گالریوس ۲۶۰–۳۱۱ ح. ۳۰۵–۳۱۱ | گالریوس ۲۶۰–۳۱۱ ح. ۳۰۵–۳۱۱ | گالریوس ۲۶۰–۳۱۱ ح. ۳۰۵–۳۱۱ | گالریوس ۲۶۰–۳۱۱ ح. ۳۰۵–۳۱۱ | گالریوس ۲۶۰–۳۱۱ ح. ۳۰۵–۳۱۱ | گالریوس ۲۶۰–۳۱۱ ح. ۳۰۵–۳۱۱ |  |  | خواهر نامشخص                       | خواهر نامشخص                       | خواهر نامشخص                       | خواهر نامشخص                       | خواهر نامشخص                       | خواهر نامشخص                       |  |  |  |  |  |  |  |  |
| فلاویوس والریوس سوروس ح. ۳۰۶–۳۰۷ | فلاویوس والریوس سوروس ح. ۳۰۶–۳۰۷ | فلاویوس والریوس سوروس ح. ۳۰۶–۳۰۷ | فلاویوس والریوس سوروس ح. ۳۰۶–۳۰۷ | فلاویوس والریوس سوروس ح. ۳۰۶–۳۰۷ | فلاویوس والریوس سوروس ح. ۳۰۶–۳۰۷ |  |  | هانیبالیانوس                  | هانیبالیانوس                  | هانیبالیانوس                  | هانیبالیانوس                  | هانیبالیانوس                  | هانیبالیانوس                  |  |  | اوتروپیا مرگ. ۳۲۵                              | اوتروپیا مرگ. ۳۲۵                              | اوتروپیا مرگ. ۳۲۵                              | اوتروپیا مرگ. ۳۲۵                              | اوتروپیا مرگ. ۳۲۵                              | اوتروپیا مرگ. ۳۲۵                              |  |  | ماکسیمیان ۲۵۰–۳۱۰ ح. ۲۸۶–۳۰۵      | ماکسیمیان ۲۵۰–۳۱۰ ح. ۲۸۶–۳۰۵      | ماکسیمیان ۲۵۰–۳۱۰ ح. ۲۸۶–۳۰۵      | ماکسیمیان ۲۵۰–۳۱۰ ح. ۲۸۶–۳۰۵      | ماکسیمیان ۲۵۰–۳۱۰ ح. ۲۸۶–۳۰۵      | ماکسیمیان ۲۵۰–۳۱۰ ح. ۲۸۶–۳۰۵      |  |  | گالریا والریا                  | گالریا والریا                  | گالریا والریا                  | گالریا والریا                  | گالریا والریا                  | گالریا والریا                  |  |  |                              |                              |                              |                              |                              |                              |  |  | گالریوس ۲۶۰–۳۱۱ ح. ۳۰۵–۳۱۱ | گالریوس ۲۶۰–۳۱۱ ح. ۳۰۵–۳۱۱ | گالریوس ۲۶۰–۳۱۱ ح. ۳۰۵–۳۱۱ | گالریوس ۲۶۰–۳۱۱ ح. ۳۰۵–۳۱۱ | گالریوس ۲۶۰–۳۱۱ ح. ۳۰۵–۳۱۱ | گالریوس ۲۶۰–۳۱۱ ح. ۳۰۵–۳۱۱ |  |  | خواهر نامشخص                       | خواهر نامشخص                       | خواهر نامشخص                       | خواهر نامشخص                       | خواهر نامشخص                       | خواهر نامشخص                       |  |  |  |  |  |  |  |  |
|                                  |                                  |                                  |                                  |                                  |                                  |  |  |                               |                               |                               |                               |                               |                               |  |  |                                                |                                                |                                                |                                                |                                                |                                                |  |  |                                   |                                   |                                   |                                   |                                   |                                   |  |  |                                |                                |                                |                                |                                |                                |  |  |                              |                              |                              |                              |                              |                              |  |  |                            |                            |                            |                            |                            |                            |  |  |                                    |                                    |                                    |                                    |                                    |                                    |  |  |  |  |  |  |  |  |
|                                  |                                  |                                  |                                  |                                  |                                  |  |  |                               |                               |                               |                               |                               |                               |  |  |                                                |                                                |                                                |                                                |                                                |                                                |  |  |                                   |                                   |                                   |                                   |                                   |                                   |  |  |                                |                                |                                |                                |                                |                                |  |  |                              |                              |                              |                              |                              |                              |  |  |                            |                            |                            |                            |                            |                            |  |  |                                    |                                    |                                    |                                    |                                    |                                    |  |  |  |  |  |  |  |  |
|                                  |                                  |                                  |                                  |                                  |                                  |  |  | فلاویا ماکسیمیانا تئودورا     | فلاویا ماکسیمیانا تئودورا     | فلاویا ماکسیمیانا تئودورا     | فلاویا ماکسیمیانا تئودورا     | فلاویا ماکسیمیانا تئودورا     | فلاویا ماکسیمیانا تئودورا     |  |  | کنستانتیوس کلوروس ۲۵۰–۳۰۶ ح. ۳۰۵–۳۰۶           | کنستانتیوس کلوروس ۲۵۰–۳۰۶ ح. ۳۰۵–۳۰۶           | کنستانتیوس کلوروس ۲۵۰–۳۰۶ ح. ۳۰۵–۳۰۶           | کنستانتیوس کلوروس ۲۵۰–۳۰۶ ح. ۳۰۵–۳۰۶           | کنستانتیوس کلوروس ۲۵۰–۳۰۶ ح. ۳۰۵–۳۰۶           | کنستانتیوس کلوروس ۲۵۰–۳۰۶ ح. ۳۰۵–۳۰۶           |  |  | سنت هلنا ۲۵۰–۳۳۰                  | سنت هلنا ۲۵۰–۳۳۰                  | سنت هلنا ۲۵۰–۳۳۰                  | سنت هلنا ۲۵۰–۳۳۰                  | سنت هلنا ۲۵۰–۳۳۰                  | سنت هلنا ۲۵۰–۳۳۰                  |  |  |                                |                                |                                |                                |                                |                                |  |  | ماکسنتیوس ۲۷۸–۳۱۲ ح. ۳۰۶–۳۱۲ | ماکسنتیوس ۲۷۸–۳۱۲ ح. ۳۰۶–۳۱۲ | ماکسنتیوس ۲۷۸–۳۱۲ ح. ۳۰۶–۳۱۲ | ماکسنتیوس ۲۷۸–۳۱۲ ح. ۳۰۶–۳۱۲ | ماکسنتیوس ۲۷۸–۳۱۲ ح. ۳۰۶–۳۱۲ | ماکسنتیوس ۲۷۸–۳۱۲ ح. ۳۰۶–۳۱۲ |  |  | والریا ماکسیمیلا           | والریا ماکسیمیلا           | والریا ماکسیمیلا           | والریا ماکسیمیلا           | والریا ماکسیمیلا           | والریا ماکسیمیلا           |  |  | ماکسیمینوس دایا ۲۷۰–۳۱۳ ح. ۳۱۱–۳۱۳ | ماکسیمینوس دایا ۲۷۰–۳۱۳ ح. ۳۱۱–۳۱۳ | ماکسیمینوس دایا ۲۷۰–۳۱۳ ح. ۳۱۱–۳۱۳ | ماکسیمینوس دایا ۲۷۰–۳۱۳ ح. ۳۱۱–۳۱۳ | ماکسیمینوس دایا ۲۷۰–۳۱۳ ح. ۳۱۱–۳۱۳ | ماکسیمینوس دایا ۲۷۰–۳۱۳ ح. ۳۱۱–۳۱۳ |  |  |  |  |  |  |  |  |
|                                  |                                  |                                  |                                  |                                  |                                  |  |  | فلاویا ماکسیمیانا تئودورا     | فلاویا ماکسیمیانا تئودورا     | فلاویا ماکسیمیانا تئودورا     | فلاویا ماکسیمیانا تئودورا     | فلاویا ماکسیمیانا تئودورا     | فلاویا ماکسیمیانا تئودورا     |  |  | کنستانتیوس کلوروس ۲۵۰–۳۰۶ ح. ۳۰۵–۳۰۶           | کنستانتیوس کلوروس ۲۵۰–۳۰۶ ح. ۳۰۵–۳۰۶           | کنستانتیوس کلوروس ۲۵۰–۳۰۶ ح. ۳۰۵–۳۰۶           | کنستانتیوس کلوروس ۲۵۰–۳۰۶ ح. ۳۰۵–۳۰۶           | کنستانتیوس کلوروس ۲۵۰–۳۰۶ ح. ۳۰۵–۳۰۶           | کنستانتیوس کلوروس ۲۵۰–۳۰۶ ح. ۳۰۵–۳۰۶           |  |  | سنت هلنا ۲۵۰–۳۳۰                  | سنت هلنا ۲۵۰–۳۳۰                  | سنت هلنا ۲۵۰–۳۳۰                  | سنت هلنا ۲۵۰–۳۳۰                  | سنت هلنا ۲۵۰–۳۳۰                  | سنت هلنا ۲۵۰–۳۳۰                  |  |  |                                |                                |                                |                                |                                |                                |  |  | ماکسنتیوس ۲۷۸–۳۱۲ ح. ۳۰۶–۳۱۲ | ماکسنتیوس ۲۷۸–۳۱۲ ح. ۳۰۶–۳۱۲ | ماکسنتیوس ۲۷۸–۳۱۲ ح. ۳۰۶–۳۱۲ | ماکسنتیوس ۲۷۸–۳۱۲ ح. ۳۰۶–۳۱۲ | ماکسنتیوس ۲۷۸–۳۱۲ ح. ۳۰۶–۳۱۲ | ماکسنتیوس ۲۷۸–۳۱۲ ح. ۳۰۶–۳۱۲ |  |  | والریا ماکسیمیلا           | والریا ماکسیمیلا           | والریا ماکسیمیلا           | والریا ماکسیمیلا           | والریا ماکسیمیلا           | والریا ماکسیمیلا           |  |  | ماکسیمینوس دایا ۲۷۰–۳۱۳ ح. ۳۱۱–۳۱۳ | ماکسیمینوس دایا ۲۷۰–۳۱۳ ح. ۳۱۱–۳۱۳ | ماکسیمینوس دایا ۲۷۰–۳۱۳ ح. ۳۱۱–۳۱۳ | ماکسیمینوس دایا ۲۷۰–۳۱۳ ح. ۳۱۱–۳۱۳ | ماکسیمینوس دایا ۲۷۰–۳۱۳ ح. ۳۱۱–۳۱۳ | ماکسیمینوس دایا ۲۷۰–۳۱۳ ح. ۳۱۱–۳۱۳ |  |  |  |  |  |  |  |  |
|                                  |                                  |                                  |                                  |                                  |                                  |  |  |                               |                               |                               |                               |                               |                               |  |  |                                                |                                                |                                                |                                                |                                                |                                                |  |  |                                   |                                   |                                   |                                   |                                   |                                   |  |  |                                |                                |                                |                                |                                |                                |  |  |                              |                              |                              |                              |                              |                              |  |  |                            |                            |                            |                            |                            |                            |  |  |                                    |                                    |                                    |                                    |                                    |                                    |  |  |  |  |  |  |  |  |
|                                  |                                  |                                  |                                  |                                  |                                  |  |  |                               |                               |                               |                               |                               |                               |  |  |                                                |                                                |                                                |                                                |                                                |                                                |  |  |                                   |                                   |                                   |                                   |                                   |                                   |  |  |                                |                                |                                |                                |                                |                                |  |  |                              |                              |                              |                              |                              |                              |  |  |                            |                            |                            |                            |                            |                            |  |  |                                    |                                    |                                    |                                    |                                    |                                    |  |  |  |  |  |  |  |  |
| ژولیوس کنستانتینوس مرگ. ۳۳۷      | ژولیوس کنستانتینوس مرگ. ۳۳۷      | ژولیوس کنستانتینوس مرگ. ۳۳۷      | ژولیوس کنستانتینوس مرگ. ۳۳۷      | ژولیوس کنستانتینوس مرگ. ۳۳۷      | ژولیوس کنستانتینوس مرگ. ۳۳۷      |  |  | لیسینیوس c.۲۶۵–۳۲۵ ح. ۳۱۱–۳۲۴ | لیسینیوس c.۲۶۵–۳۲۵ ح. ۳۱۱–۳۲۴ | لیسینیوس c.۲۶۵–۳۲۵ ح. ۳۱۱–۳۲۴ | لیسینیوس c.۲۶۵–۳۲۵ ح. ۳۱۱–۳۲۴ | لیسینیوس c.۲۶۵–۳۲۵ ح. ۳۱۱–۳۲۴ | لیسینیوس c.۲۶۵–۳۲۵ ح. ۳۱۱–۳۲۴ |  |  | فلاویا یولیا کنستانتیا ۲۹۳–۳۳۰                 | فلاویا یولیا کنستانتیا ۲۹۳–۳۳۰                 | فلاویا یولیا کنستانتیا ۲۹۳–۳۳۰                 | فلاویا یولیا کنستانتیا ۲۹۳–۳۳۰                 | فلاویا یولیا کنستانتیا ۲۹۳–۳۳۰                 | فلاویا یولیا کنستانتیا ۲۹۳–۳۳۰                 |  |  | کنستانتین بزرگ ۲۷۲–۳۳۷ ح. ۳۰۶–۳۳۷ | کنستانتین بزرگ ۲۷۲–۳۳۷ ح. ۳۰۶–۳۳۷ | کنستانتین بزرگ ۲۷۲–۳۳۷ ح. ۳۰۶–۳۳۷ | کنستانتین بزرگ ۲۷۲–۳۳۷ ح. ۳۰۶–۳۳۷ | کنستانتین بزرگ ۲۷۲–۳۳۷ ح. ۳۰۶–۳۳۷ | کنستانتین بزرگ ۲۷۲–۳۳۷ ح. ۳۰۶–۳۳۷ |  |  | فائوستا ۲۸۹–۳۲۶                | فائوستا ۲۸۹–۳۲۶                | فائوستا ۲۸۹–۳۲۶                | فائوستا ۲۸۹–۳۲۶                | فائوستا ۲۸۹–۳۲۶                | فائوستا ۲۸۹–۳۲۶                |  |  | مارتینیانوس ح. ۳۲۴           | مارتینیانوس ح. ۳۲۴           | مارتینیانوس ح. ۳۲۴           | مارتینیانوس ح. ۳۲۴           | مارتینیانوس ح. ۳۲۴           | مارتینیانوس ح. ۳۲۴           |  |  | والریوس والنس ح. ۳۱۶–۳۱۷   | والریوس والنس ح. ۳۱۶–۳۱۷   | والریوس والنس ح. ۳۱۶–۳۱۷   | والریوس والنس ح. ۳۱۶–۳۱۷   | والریوس والنس ح. ۳۱۶–۳۱۷   | والریوس والنس ح. ۳۱۶–۳۱۷   |  |  |                                    |                                    |                                    |                                    |                                    |                                    |  |  |  |  |  |  |  |  |
| ژولیوس کنستانتینوس مرگ. ۳۳۷      | ژولیوس کنستانتینوس مرگ. ۳۳۷      | ژولیوس کنستانتینوس مرگ. ۳۳۷      | ژولیوس کنستانتینوس مرگ. ۳۳۷      | ژولیوس کنستانتینوس مرگ. ۳۳۷      | ژولیوس کنستانتینوس مرگ. ۳۳۷      |  |  | لیسینیوس c.۲۶۵–۳۲۵ ح. ۳۱۱–۳۲۴ | لیسینیوس c.۲۶۵–۳۲۵ ح. ۳۱۱–۳۲۴ | لیسینیوس c.۲۶۵–۳۲۵ ح. ۳۱۱–۳۲۴ | لیسینیوس c.۲۶۵–۳۲۵ ح. ۳۱۱–۳۲۴ | لیسینیوس c.۲۶۵–۳۲۵ ح. ۳۱۱–۳۲۴ | لیسینیوس c.۲۶۵–۳۲۵ ح. ۳۱۱–۳۲۴ |  |  | فلاویا یولیا کنستانتیا ۲۹۳–۳۳۰                 | فلاویا یولیا کنستانتیا ۲۹۳–۳۳۰                 | فلاویا یولیا کنستانتیا ۲۹۳–۳۳۰                 | فلاویا یولیا کنستانتیا ۲۹۳–۳۳۰                 | فلاویا یولیا کنستانتیا ۲۹۳–۳۳۰                 | فلاویا یولیا کنستانتیا ۲۹۳–۳۳۰                 |  |  | کنستانتین بزرگ ۲۷۲–۳۳۷ ح. ۳۰۶–۳۳۷ | کنستانتین بزرگ ۲۷۲–۳۳۷ ح. ۳۰۶–۳۳۷ | کنستانتین بزرگ ۲۷۲–۳۳۷ ح. ۳۰۶–۳۳۷ | کنستانتین بزرگ ۲۷۲–۳۳۷ ح. ۳۰۶–۳۳۷ | کنستانتین بزرگ ۲۷۲–۳۳۷ ح. ۳۰۶–۳۳۷ | کنستانتین بزرگ ۲۷۲–۳۳۷ ح. ۳۰۶–۳۳۷ |  |  | فائوستا ۲۸۹–۳۲۶                | فائوستا ۲۸۹–۳۲۶                | فائوستا ۲۸۹–۳۲۶                | فائوستا ۲۸۹–۳۲۶                | فائوستا ۲۸۹–۳۲۶                | فائوستا ۲۸۹–۳۲۶                |  |  | مارتینیانوس ح. ۳۲۴           | مارتینیانوس ح. ۳۲۴           | مارتینیانوس ح. ۳۲۴           | مارتینیانوس ح. ۳۲۴           | مارتینیانوس ح. ۳۲۴           | مارتینیانوس ح. ۳۲۴           |  |  | والریوس والنس ح. ۳۱۶–۳۱۷   | والریوس والنس ح. ۳۱۶–۳۱۷   | والریوس والنس ح. ۳۱۶–۳۱۷   | والریوس والنس ح. ۳۱۶–۳۱۷   | والریوس والنس ح. ۳۱۶–۳۱۷   | والریوس والنس ح. ۳۱۶–۳۱۷   |  |  |                                    |                                    |                                    |                                    |                                    |                                    |  |  |  |  |  |  |  |  |
|                                  |                                  |                                  |                                  |                                  |                                  |  |  |                               |                               |                               |                               |                               |                               |  |  |                                                |                                                |                                                |                                                |                                                |                                                |  |  |                                   |                                   |                                   |                                   |                                   |                                   |  |  |                                |                                |                                |                                |                                |                                |  |  |                              |                              |                              |                              |                              |                              |  |  |                            |                            |                            |                            |                            |                            |  |  |                                    |                                    |                                    |                                    |                                    |                                    |  |  |  |  |  |  |  |  |
|                                  |                                  |                                  |                                  |                                  |                                  |  |  |                               |                               |                               |                               |                               |                               |  |  |                                                |                                                |                                                |                                                |                                                |                                                |  |  |                                   |                                   |                                   |                                   |                                   |                                   |  |  |                                |                                |                                |                                |                                |                                |  |  |                              |                              |                              |                              |                              |                              |  |  |                            |                            |                            |                            |                            |                            |  |  |                                    |                                    |                                    |                                    |                                    |                                    |  |  |  |  |  |  |  |  |
| ژولیان 331–363 ح. ۳۶۰–۳۶۳        | ژولیان 331–363 ح. ۳۶۰–۳۶۳        | ژولیان 331–363 ح. ۳۶۰–۳۶۳        | ژولیان 331–363 ح. ۳۶۰–۳۶۳        | ژولیان 331–363 ح. ۳۶۰–۳۶۳        | ژولیان 331–363 ح. ۳۶۰–۳۶۳        |  |  | هلنا (همسر ژولیان) مرگ. ۳۶۰   | هلنا (همسر ژولیان) مرگ. ۳۶۰   | هلنا (همسر ژولیان) مرگ. ۳۶۰   | هلنا (همسر ژولیان) مرگ. ۳۶۰   | هلنا (همسر ژولیان) مرگ. ۳۶۰   | هلنا (همسر ژولیان) مرگ. ۳۶۰   |  |  | کنستانتین دوم، امپراتور روم ۳۱۶–۳۴۰ ح. ۳۳۷–۳۴۰ | کنستانتین دوم، امپراتور روم ۳۱۶–۳۴۰ ح. ۳۳۷–۳۴۰ | کنستانتین دوم، امپراتور روم ۳۱۶–۳۴۰ ح. ۳۳۷–۳۴۰ | کنستانتین دوم، امپراتور روم ۳۱۶–۳۴۰ ح. ۳۳۷–۳۴۰ | کنستانتین دوم، امپراتور روم ۳۱۶–۳۴۰ ح. ۳۳۷–۳۴۰ | کنستانتین دوم، امپراتور روم ۳۱۶–۳۴۰ ح. ۳۳۷–۳۴۰ |  |  | کنستانتیوس دوم ۳۱۷–۳۶۱ ح. ۳۳۷–۳۶۱ | کنستانتیوس دوم ۳۱۷–۳۶۱ ح. ۳۳۷–۳۶۱ | کنستانتیوس دوم ۳۱۷–۳۶۱ ح. ۳۳۷–۳۶۱ | کنستانتیوس دوم ۳۱۷–۳۶۱ ح. ۳۳۷–۳۶۱ | کنستانتیوس دوم ۳۱۷–۳۶۱ ح. ۳۳۷–۳۶۱ | کنستانتیوس دوم ۳۱۷–۳۶۱ ح. ۳۳۷–۳۶۱ |  |  | کنستانس یکم ۳۲۰–۳۵۰ ح. ۳۳۷–۳۵۰ | کنستانس یکم ۳۲۰–۳۵۰ ح. ۳۳۷–۳۵۰ | کنستانس یکم ۳۲۰–۳۵۰ ح. ۳۳۷–۳۵۰ | کنستانس یکم ۳۲۰–۳۵۰ ح. ۳۳۷–۳۵۰ | کنستانس یکم ۳۲۰–۳۵۰ ح. ۳۳۷–۳۵۰ | کنستانس یکم ۳۲۰–۳۵۰ ح. ۳۳۷–۳۵۰ |  |  |                              |                              |                              |                              |                              |                              |  |  |                            |                            |                            |                            |                            |                            |  |  |                                    |                                    |                                    |                                    |                                    |                                    |  |  |  |  |  |  |  |  |
| ژولیان 331–363 ح. ۳۶۰–۳۶۳        | ژولیان 331–363 ح. ۳۶۰–۳۶۳        | ژولیان 331–363 ح. ۳۶۰–۳۶۳        | ژولیان 331–363 ح. ۳۶۰–۳۶۳        | ژولیان 331–363 ح. ۳۶۰–۳۶۳        | ژولیان 331–363 ح. ۳۶۰–۳۶۳        |  |  | هلنا (همسر ژولیان) مرگ. ۳۶۰   | هلنا (همسر ژولیان) مرگ. ۳۶۰   | هلنا (همسر ژولیان) مرگ. ۳۶۰   | هلنا (همسر ژولیان) مرگ. ۳۶۰   | هلنا (همسر ژولیان) مرگ. ۳۶۰   | هلنا (همسر ژولیان) مرگ. ۳۶۰   |  |  | کنستانتین دوم، امپراتور روم ۳۱۶–۳۴۰ ح. ۳۳۷–۳۴۰ | کنستانتین دوم، امپراتور روم ۳۱۶–۳۴۰ ح. ۳۳۷–۳۴۰ | کنستانتین دوم، امپراتور روم ۳۱۶–۳۴۰ ح. ۳۳۷–۳۴۰ | کنستانتین دوم، امپراتور روم ۳۱۶–۳۴۰ ح. ۳۳۷–۳۴۰ | کنستانتین دوم، امپراتور روم ۳۱۶–۳۴۰ ح. ۳۳۷–۳۴۰ | کنستانتین دوم، امپراتور روم ۳۱۶–۳۴۰ ح. ۳۳۷–۳۴۰ |  |  | کنستانتیوس دوم ۳۱۷–۳۶۱ ح. ۳۳۷–۳۶۱ | کنستانتیوس دوم ۳۱۷–۳۶۱ ح. ۳۳۷–۳۶۱ | کنستانتیوس دوم ۳۱۷–۳۶۱ ح. ۳۳۷–۳۶۱ | کنستانتیوس دوم ۳۱۷–۳۶۱ ح. ۳۳۷–۳۶۱ | کنستانتیوس دوم ۳۱۷–۳۶۱ ح. ۳۳۷–۳۶۱ | کنستانتیوس دوم ۳۱۷–۳۶۱ ح. ۳۳۷–۳۶۱ |  |  | کنستانس یکم ۳۲۰–۳۵۰ ح. ۳۳۷–۳۵۰ | کنستانس یکم ۳۲۰–۳۵۰ ح. ۳۳۷–۳۵۰ | کنستانس یکم ۳۲۰–۳۵۰ ح. ۳۳۷–۳۵۰ | کنستانس یکم ۳۲۰–۳۵۰ ح. ۳۳۷–۳۵۰ | کنستانس یکم ۳۲۰–۳۵۰ ح. ۳۳۷–۳۵۰ | کنستانس یکم ۳۲۰–۳۵۰ ح. ۳۳۷–۳۵۰ |  |  |                              |                              |                              |                              |                              |                              |  |  |                            |                            |                            |                            |                            |                            |  |  |                                    |                                    |                                    |                                    |                                    |                                    |  |  |  |  |  |  |  |  |

|              |              |              |              |              |              |          |          |                            |                            |                            |                            | - ماکسیمیان - ۲۸۶–۳۰۵ - پدر خوانده |                               |                               |                               |                               |                               |                   |                   |                           |                           |                           |                           |                           |                           |                    |                    |                    |                    |          |          |                        |                        |                        |                        |                        |                        |              |              |                      |                      |                      |                      |                      |                      |          |          |           |           |           |           |                  |                  |                  |                  |                  |                  |          |          |          |          |
|              |              |              |              |              |              |          |          |                            |                            |                            |                            |                                    |                               |                               |                               |                               |                               |                   |                   |                           |                           |                           |                           |                           |                           |                    |                    |                    |                    |          |          |                        |                        |                        |                        |                        |                        |              |              |                      |                      |                      |                      |                      |                      |          |          |           |           |           |           |                  |                  |                  |                  |                  |                  |          |          |          |          |
|              |              |              |              | سنت هلنا     | سنت هلنا     | سنت هلنا | سنت هلنا | سنت هلنا                   | سنت هلنا                   |                            |                            | - کنستانتیوس کلوروس - ۳۰۵–۳۰۶      | - کنستانتیوس کلوروس - ۳۰۵–۳۰۶ | - کنستانتیوس کلوروس - ۳۰۵–۳۰۶ | - کنستانتیوس کلوروس - ۳۰۵–۳۰۶ | - کنستانتیوس کلوروس - ۳۰۵–۳۰۶ | - کنستانتیوس کلوروس - ۳۰۵–۳۰۶ |                   |                   | فلاویا ماکسیمیانا تئودورا | فلاویا ماکسیمیانا تئودورا | فلاویا ماکسیمیانا تئودورا | فلاویا ماکسیمیانا تئودورا | فلاویا ماکسیمیانا تئودورا | فلاویا ماکسیمیانا تئودورا |                    |                    |                    |                    |          |          |                        |                        |                        |                        |                        |                        |              |              |                      |                      |                      |                      |                      |                      |          |          |           |           |           |           |                  |                  |                  |                  |                  |                  |          |          |          |          |
|              |              |              |              | سنت هلنا     | سنت هلنا     | سنت هلنا | سنت هلنا | سنت هلنا                   | سنت هلنا                   |                            |                            | - کنستانتیوس کلوروس - ۳۰۵–۳۰۶      | - کنستانتیوس کلوروس - ۳۰۵–۳۰۶ | - کنستانتیوس کلوروس - ۳۰۵–۳۰۶ | - کنستانتیوس کلوروس - ۳۰۵–۳۰۶ | - کنستانتیوس کلوروس - ۳۰۵–۳۰۶ | - کنستانتیوس کلوروس - ۳۰۵–۳۰۶ |                   |                   | فلاویا ماکسیمیانا تئودورا | فلاویا ماکسیمیانا تئودورا | فلاویا ماکسیمیانا تئودورا | فلاویا ماکسیمیانا تئودورا | فلاویا ماکسیمیانا تئودورا | فلاویا ماکسیمیانا تئودورا |                    |                    |                    |                    |          |          |                        |                        |                        |                        |                        |                        |              |              |                      |                      |                      |                      |                      |                      |          |          |           |           |           |           |                  |                  |                  |                  |                  |                  |          |          |          |          |
|              |              |              |              |              |              |          |          |                            |                            |                            |                            |                                    |                               |                               |                               |                               |                               |                   |                   |                           |                           |                           |                           |                           |                           |                    |                    |                    |                    |          |          |                        |                        |                        |                        |                        |                        |              |              |                      |                      |                      |                      |                      |                      |          |          |           |           |           |           |                  |                  |                  |                  |                  |                  |          |          |          |          |
|              |              |              |              |              |              |          |          |                            |                            |                            |                            |                                    |                               |                               |                               |                               |                               |                   |                   |                           |                           |                           |                           |                           |                           |                    |                    |                    |                    |          |          |                        |                        |                        |                        |                        |                        |              |              |                      |                      |                      |                      |                      |                      |          |          |           |           |           |           |                  |                  |                  |                  |                  |                  |          |          |          |          |
|              |              |              |              |              |              |          |          | - کنستانتین بزرگ - ۳۰۶–۳۳۷ | - کنستانتین بزرگ - ۳۰۶–۳۳۷ | - کنستانتین بزرگ - ۳۰۶–۳۳۷ | - کنستانتین بزرگ - ۳۰۶–۳۳۷ | - کنستانتین بزرگ - ۳۰۶–۳۳۷         | - کنستانتین بزرگ - ۳۰۶–۳۳۷    |                               |                               | فلاویوس دالماتیوس             | فلاویوس دالماتیوس             | فلاویوس دالماتیوس | فلاویوس دالماتیوس | فلاویوس دالماتیوس         | فلاویوس دالماتیوس         |                           |                           | هانیبالیانوس              | هانیبالیانوس              | هانیبالیانوس       | هانیبالیانوس       | هانیبالیانوس       | هانیبالیانوس       |          |          | فلاویا یولیا کنستانتیا | فلاویا یولیا کنستانتیا | فلاویا یولیا کنستانتیا | فلاویا یولیا کنستانتیا | فلاویا یولیا کنستانتیا | فلاویا یولیا کنستانتیا |              |              | - لیسینیوس - ۳۰۸–۳۲۴ | - لیسینیوس - ۳۰۸–۳۲۴ | - لیسینیوس - ۳۰۸–۳۲۴ | - لیسینیوس - ۳۰۸–۳۲۴ | - لیسینیوس - ۳۰۸–۳۲۴ | - لیسینیوس - ۳۰۸–۳۲۴ |          |          | آناستازیا | آناستازیا | آناستازیا | آناستازیا | آناستازیا        | آناستازیا        |                  |                  | باسیانوس         | باسیانوس         | باسیانوس | باسیانوس | باسیانوس | باسیانوس |
|              |              |              |              |              |              |          |          | - کنستانتین بزرگ - ۳۰۶–۳۳۷ | - کنستانتین بزرگ - ۳۰۶–۳۳۷ | - کنستانتین بزرگ - ۳۰۶–۳۳۷ | - کنستانتین بزرگ - ۳۰۶–۳۳۷ | - کنستانتین بزرگ - ۳۰۶–۳۳۷         | - کنستانتین بزرگ - ۳۰۶–۳۳۷    |                               |                               | فلاویوس دالماتیوس             | فلاویوس دالماتیوس             | فلاویوس دالماتیوس | فلاویوس دالماتیوس | فلاویوس دالماتیوس         | فلاویوس دالماتیوس         |                           |                           | هانیبالیانوس              | هانیبالیانوس              | هانیبالیانوس       | هانیبالیانوس       | هانیبالیانوس       | هانیبالیانوس       |          |          | فلاویا یولیا کنستانتیا | فلاویا یولیا کنستانتیا | فلاویا یولیا کنستانتیا | فلاویا یولیا کنستانتیا | فلاویا یولیا کنستانتیا | فلاویا یولیا کنستانتیا |              |              | - لیسینیوس - ۳۰۸–۳۲۴ | - لیسینیوس - ۳۰۸–۳۲۴ | - لیسینیوس - ۳۰۸–۳۲۴ | - لیسینیوس - ۳۰۸–۳۲۴ | - لیسینیوس - ۳۰۸–۳۲۴ | - لیسینیوس - ۳۰۸–۳۲۴ |          |          | آناستازیا | آناستازیا | آناستازیا | آناستازیا | آناستازیا        | آناستازیا        |                  |                  | باسیانوس         | باسیانوس         | باسیانوس | باسیانوس | باسیانوس | باسیانوس |
|              |              |              |              |              |              |          |          |                            |                            |                            |                            |                                    |                               |                               |                               |                               |                               |                   |                   |                           |                           |                           |                           |                           |                           |                    |                    |                    |                    |          |          |                        |                        |                        |                        |                        |                        |              |              |                      |                      |                      |                      |                      |                      |          |          |           |           |           |           |                  |                  |                  |                  |                  |                  |          |          |          |          |
|              |              |              |              |              |              |          |          |                            |                            |                            |                            |                                    |                               |                               |                               |                               |                               |                   |                   |                           |                           |                           |                           |                           |                           |                    |                    |                    |                    |          |          |                        |                        |                        |                        |                        |                        |              |              |                      |                      |                      |                      |                      |                      |          |          |           |           |           |           |                  |                  |                  |                  |                  |                  |          |          |          |          |
|              |              |              |              |              |              |          |          |                            |                            |                            |                            | گالا                               | گالا                          | گالا                          | گالا                          | گالا                          | گالا                          |                   |                   | ژولیوس کنستانتینوس        | ژولیوس کنستانتینوس        | ژولیوس کنستانتینوس        | ژولیوس کنستانتینوس        | ژولیوس کنستانتینوس        | ژولیوس کنستانتینوس        |                    |                    | باسیلینا           | باسیلینا           | باسیلینا | باسیلینا | باسیلینا               | باسیلینا               |                        |                        | لیسینیوس دوم           | لیسینیوس دوم           | لیسینیوس دوم | لیسینیوس دوم | لیسینیوس دوم         | لیسینیوس دوم         |                      |                      | اوتروپیا             | اوتروپیا             | اوتروپیا | اوتروپیا | اوتروپیا  | اوتروپیا  |           |           | ویریوس نپوتیانوس | ویریوس نپوتیانوس | ویریوس نپوتیانوس | ویریوس نپوتیانوس | ویریوس نپوتیانوس | ویریوس نپوتیانوس |          |          |          |          |
|              |              |              |              |              |              |          |          |                            |                            |                            |                            | گالا                               | گالا                          | گالا                          | گالا                          | گالا                          | گالا                          |                   |                   | ژولیوس کنستانتینوس        | ژولیوس کنستانتینوس        | ژولیوس کنستانتینوس        | ژولیوس کنستانتینوس        | ژولیوس کنستانتینوس        | ژولیوس کنستانتینوس        |                    |                    | باسیلینا           | باسیلینا           | باسیلینا | باسیلینا | باسیلینا               | باسیلینا               |                        |                        | لیسینیوس دوم           | لیسینیوس دوم           | لیسینیوس دوم | لیسینیوس دوم | لیسینیوس دوم         | لیسینیوس دوم         |                      |                      | اوتروپیا             | اوتروپیا             | اوتروپیا | اوتروپیا | اوتروپیا  | اوتروپیا  |           |           | ویریوس نپوتیانوس | ویریوس نپوتیانوس | ویریوس نپوتیانوس | ویریوس نپوتیانوس | ویریوس نپوتیانوس | ویریوس نپوتیانوس |          |          |          |          |
|              |              |              |              |              |              |          |          |                            |                            |                            |                            |                                    |                               |                               |                               |                               |                               |                   |                   |                           |                           |                           |                           |                           |                           |                    |                    |                    |                    |          |          |                        |                        |                        |                        |                        |                        |              |              |                      |                      |                      |                      |                      |                      |          |          |           |           |           |           |                  |                  |                  |                  |                  |                  |          |          |          |          |
| هانیبالیانوس | هانیبالیانوس | هانیبالیانوس | هانیبالیانوس | هانیبالیانوس | هانیبالیانوس |          |          | کنستانتینا                 | کنستانتینا                 | کنستانتینا                 | کنستانتینا                 | کنستانتینا                         | کنستانتینا                    |                               |                               | کنستانسیوس گالوس              | کنستانسیوس گالوس              | کنستانسیوس گالوس  | کنستانسیوس گالوس  | کنستانسیوس گالوس          | کنستانسیوس گالوس          |                           |                           | - ژولیان - ۳۶۰–۳۶۳        | - ژولیان - ۳۶۰–۳۶۳        | - ژولیان - ۳۶۰–۳۶۳ | - ژولیان - ۳۶۰–۳۶۳ | - ژولیان - ۳۶۰–۳۶۳ | - ژولیان - ۳۶۰–۳۶۳ |          |          | هلنا                   | هلنا                   | هلنا                   | هلنا                   | هلنا                   | هلنا                   |              |              |                      |                      |                      |                      |                      |                      |          |          | نپوتیانوس | نپوتیانوس | نپوتیانوس | نپوتیانوس | نپوتیانوس        | نپوتیانوس        |                  |                  |                  |                  |          |          |          |          |
| هانیبالیانوس | هانیبالیانوس | هانیبالیانوس | هانیبالیانوس | هانیبالیانوس | هانیبالیانوس |          |          | کنستانتینا                 | کنستانتینا                 | کنستانتینا                 | کنستانتینا                 | کنستانتینا                         | کنستانتینا                    |                               |                               | کنستانسیوس گالوس              | کنستانسیوس گالوس              | کنستانسیوس گالوس  | کنستانسیوس گالوس  | کنستانسیوس گالوس          | کنستانسیوس گالوس          |                           |                           | - ژولیان - ۳۶۰–۳۶۳        | - ژولیان - ۳۶۰–۳۶۳        | - ژولیان - ۳۶۰–۳۶۳ | - ژولیان - ۳۶۰–۳۶۳ | - ژولیان - ۳۶۰–۳۶۳ | - ژولیان - ۳۶۰–۳۶۳ |          |          | هلنا                   | هلنا                   | هلنا                   | هلنا                   | هلنا                   | هلنا                   |              |              |                      |                      |                      |                      |                      |                      |          |          | نپوتیانوس | نپوتیانوس | نپوتیانوس | نپوتیانوس | نپوتیانوس        | نپوتیانوس        |                  |                  |                  |                  |          |          |          |          |

| مینروینا | مینروینا | مینروینا | مینروینا | مینروینا            | مینروینا            |                     |                     | - کنستانتین بزرگ - ۳۰۶–۳۳۷ | - کنستانتین بزرگ - ۳۰۶–۳۳۷ | - کنستانتین بزرگ - ۳۰۶–۳۳۷ | - کنستانتین بزرگ - ۳۰۶–۳۳۷ | - کنستانتین بزرگ - ۳۰۶–۳۳۷              | - کنستانتین بزرگ - ۳۰۶–۳۳۷              |                                         |                                         | فائوستا                                 | فائوستا                                 | فائوستا                    | فائوستا                    | فائوستا                    | فائوستا                    |                         |                         |                         |                         |      |      |              |              |              |              |                    |                    |                    |                    |                    |                    |            |            |            |            |  |  |                  |                  |                  |                  |                  |                  |
| مینروینا | مینروینا | مینروینا | مینروینا | مینروینا            | مینروینا            |                     |                     | - کنستانتین بزرگ - ۳۰۶–۳۳۷ | - کنستانتین بزرگ - ۳۰۶–۳۳۷ | - کنستانتین بزرگ - ۳۰۶–۳۳۷ | - کنستانتین بزرگ - ۳۰۶–۳۳۷ | - کنستانتین بزرگ - ۳۰۶–۳۳۷              | - کنستانتین بزرگ - ۳۰۶–۳۳۷              |                                         |                                         | فائوستا                                 | فائوستا                                 | فائوستا                    | فائوستا                    | فائوستا                    | فائوستا                    |                         |                         |                         |                         |      |      |              |              |              |              |                    |                    |                    |                    |                    |                    |            |            |            |            |  |  |                  |                  |                  |                  |                  |                  |
|          |          |          |          |                     |                     |                     |                     |                            |                            |                            |                            |                                         |                                         |                                         |                                         |                                         |                                         |                            |                            |                            |                            |                         |                         |                         |                         |      |      |              |              |              |              |                    |                    |                    |                    |                    |                    |            |            |            |            |  |  |                  |                  |                  |                  |                  |                  |
|          |          |          |          |                     |                     |                     |                     |                            |                            |                            |                            |                                         |                                         |                                         |                                         |                                         |                                         |                            |                            |                            |                            |                         |                         |                         |                         |      |      |              |              |              |              |                    |                    |                    |                    |                    |                    |            |            |            |            |  |  |                  |                  |                  |                  |                  |                  |
|          |          |          |          | کریسپوس             | کریسپوس             | کریسپوس             | کریسپوس             | کریسپوس                    | کریسپوس                    |                            |                            | - کنستانتین دوم، امپراتور روم - ۳۳۷–۳۴۰ | - کنستانتین دوم، امپراتور روم - ۳۳۷–۳۴۰ | - کنستانتین دوم، امپراتور روم - ۳۳۷–۳۴۰ | - کنستانتین دوم، امپراتور روم - ۳۳۷–۳۴۰ | - کنستانتین دوم، امپراتور روم - ۳۳۷–۳۴۰ | - کنستانتین دوم، امپراتور روم - ۳۳۷–۳۴۰ |                            |                            | - کنستانس یکم - ۳۳۷–۳۵۰    | - کنستانس یکم - ۳۳۷–۳۵۰    | - کنستانس یکم - ۳۳۷–۳۵۰ | - کنستانس یکم - ۳۳۷–۳۵۰ | - کنستانس یکم - ۳۳۷–۳۵۰ | - کنستانس یکم - ۳۳۷–۳۵۰ |      |      | هانیبالیانوس | هانیبالیانوس | هانیبالیانوس | هانیبالیانوس | هانیبالیانوس       | هانیبالیانوس       |                    |                    | کنستانتینا         | کنستانتینا         | کنستانتینا | کنستانتینا | کنستانتینا | کنستانتینا |  |  | کنستانسیوس گالوس | کنستانسیوس گالوس | کنستانسیوس گالوس | کنستانسیوس گالوس | کنستانسیوس گالوس | کنستانسیوس گالوس |
|          |          |          |          | کریسپوس             | کریسپوس             | کریسپوس             | کریسپوس             | کریسپوس                    | کریسپوس                    |                            |                            | - کنستانتین دوم، امپراتور روم - ۳۳۷–۳۴۰ | - کنستانتین دوم، امپراتور روم - ۳۳۷–۳۴۰ | - کنستانتین دوم، امپراتور روم - ۳۳۷–۳۴۰ | - کنستانتین دوم، امپراتور روم - ۳۳۷–۳۴۰ | - کنستانتین دوم، امپراتور روم - ۳۳۷–۳۴۰ | - کنستانتین دوم، امپراتور روم - ۳۳۷–۳۴۰ |                            |                            | - کنستانس یکم - ۳۳۷–۳۵۰    | - کنستانس یکم - ۳۳۷–۳۵۰    | - کنستانس یکم - ۳۳۷–۳۵۰ | - کنستانس یکم - ۳۳۷–۳۵۰ | - کنستانس یکم - ۳۳۷–۳۵۰ | - کنستانس یکم - ۳۳۷–۳۵۰ |      |      | هانیبالیانوس | هانیبالیانوس | هانیبالیانوس | هانیبالیانوس | هانیبالیانوس       | هانیبالیانوس       |                    |                    | کنستانتینا         | کنستانتینا         | کنستانتینا | کنستانتینا | کنستانتینا | کنستانتینا |  |  | کنستانسیوس گالوس | کنستانسیوس گالوس | کنستانسیوس گالوس | کنستانسیوس گالوس | کنستانسیوس گالوس | کنستانسیوس گالوس |
|          |          |          |          |                     |                     |                     |                     |                            |                            |                            |                            |                                         |                                         |                                         |                                         |                                         |                                         |                            |                            |                            |                            |                         |                         |                         |                         |      |      |              |              |              |              |                    |                    |                    |                    |                    |                    |            |            |            |            |  |  |                  |                  |                  |                  |                  |                  |
|          |          |          |          |                     |                     |                     |                     | فائوستینا                  | فائوستینا                  | فائوستینا                  | فائوستینا                  | فائوستینا                               | فائوستینا                               |                                         |                                         | - کنستانتیوس دوم - ۳۳۷–۳۶۱              | - کنستانتیوس دوم - ۳۳۷–۳۶۱              | - کنستانتیوس دوم - ۳۳۷–۳۶۱ | - کنستانتیوس دوم - ۳۳۷–۳۶۱ | - کنستانتیوس دوم - ۳۳۷–۳۶۱ | - کنستانتیوس دوم - ۳۳۷–۳۶۱ |                         |                         | هلنا                    | هلنا                    | هلنا | هلنا | هلنا         | هلنا         |              |              | - ژولیان - ۳۶۰–۳۶۳ | - ژولیان - ۳۶۰–۳۶۳ | - ژولیان - ۳۶۰–۳۶۳ | - ژولیان - ۳۶۰–۳۶۳ | - ژولیان - ۳۶۰–۳۶۳ | - ژولیان - ۳۶۰–۳۶۳ |            |            |            |            |  |  |                  |                  |                  |                  |                  |                  |
|          |          |          |          |                     |                     |                     |                     | فائوستینا                  | فائوستینا                  | فائوستینا                  | فائوستینا                  | فائوستینا                               | فائوستینا                               |                                         |                                         | - کنستانتیوس دوم - ۳۳۷–۳۶۱              | - کنستانتیوس دوم - ۳۳۷–۳۶۱              | - کنستانتیوس دوم - ۳۳۷–۳۶۱ | - کنستانتیوس دوم - ۳۳۷–۳۶۱ | - کنستانتیوس دوم - ۳۳۷–۳۶۱ | - کنستانتیوس دوم - ۳۳۷–۳۶۱ |                         |                         | هلنا                    | هلنا                    | هلنا | هلنا | هلنا         | هلنا         |              |              | - ژولیان - ۳۶۰–۳۶۳ | - ژولیان - ۳۶۰–۳۶۳ | - ژولیان - ۳۶۰–۳۶۳ | - ژولیان - ۳۶۰–۳۶۳ | - ژولیان - ۳۶۰–۳۶۳ | - ژولیان - ۳۶۰–۳۶۳ |            |            |            |            |  |  |                  |                  |                  |                  |                  |                  |
|          |          |          |          |                     |                     |                     |                     |                            |                            |                            |                            |                                         |                                         |                                         |                                         |                                         |                                         |                            |                            |                            |                            |                         |                         |                         |                         |      |      |              |              |              |              |                    |                    |                    |                    |                    |                    |            |            |            |            |  |  |                  |                  |                  |                  |                  |                  |
|          |          |          |          | - گراتیان - ۳۶۷–۳۸۳ | - گراتیان - ۳۶۷–۳۸۳ | - گراتیان - ۳۶۷–۳۸۳ | - گراتیان - ۳۶۷–۳۸۳ | - گراتیان - ۳۶۷–۳۸۳        | - گراتیان - ۳۶۷–۳۸۳        |                            |                            | فلاویا ماکسیما کنستانتیا                | فلاویا ماکسیما کنستانتیا                | فلاویا ماکسیما کنستانتیا                | فلاویا ماکسیما کنستانتیا                | فلاویا ماکسیما کنستانتیا                | فلاویا ماکسیما کنستانتیا                |                            |                            |                            |                            |                         |                         |                         |                         |      |      |              |              |              |              |                    |                    |                    |                    |                    |                    |            |            |            |            |  |  |                  |                  |                  |                  |                  |                  |
|          |          |          |          | - گراتیان - ۳۶۷–۳۸۳ | - گراتیان - ۳۶۷–۳۸۳ | - گراتیان - ۳۶۷–۳۸۳ | - گراتیان - ۳۶۷–۳۸۳ | - گراتیان - ۳۶۷–۳۸۳        | - گراتیان - ۳۶۷–۳۸۳        |                            |                            | فلاویا ماکسیما کنستانتیا                | فلاویا ماکسیما کنستانتیا                | فلاویا ماکسیما کنستانتیا                | فلاویا ماکسیما کنستانتیا                | فلاویا ماکسیما کنستانتیا                | فلاویا ماکسیما کنستانتیا                |                            |                            |                            |                            |                         |                         |                         |                         |      |      |              |              |              |              |                    |                    |                    |                    |                    |                    |            |            |            |            |  |  |                  |                  |                  |                  |                  |                  |